# Effectifs de la Coupe du monde masculine de basket-ball 2019
Cet article liste les effectifs des équipes participant à la Coupe du monde de basket-ball masculin 2019.

### 

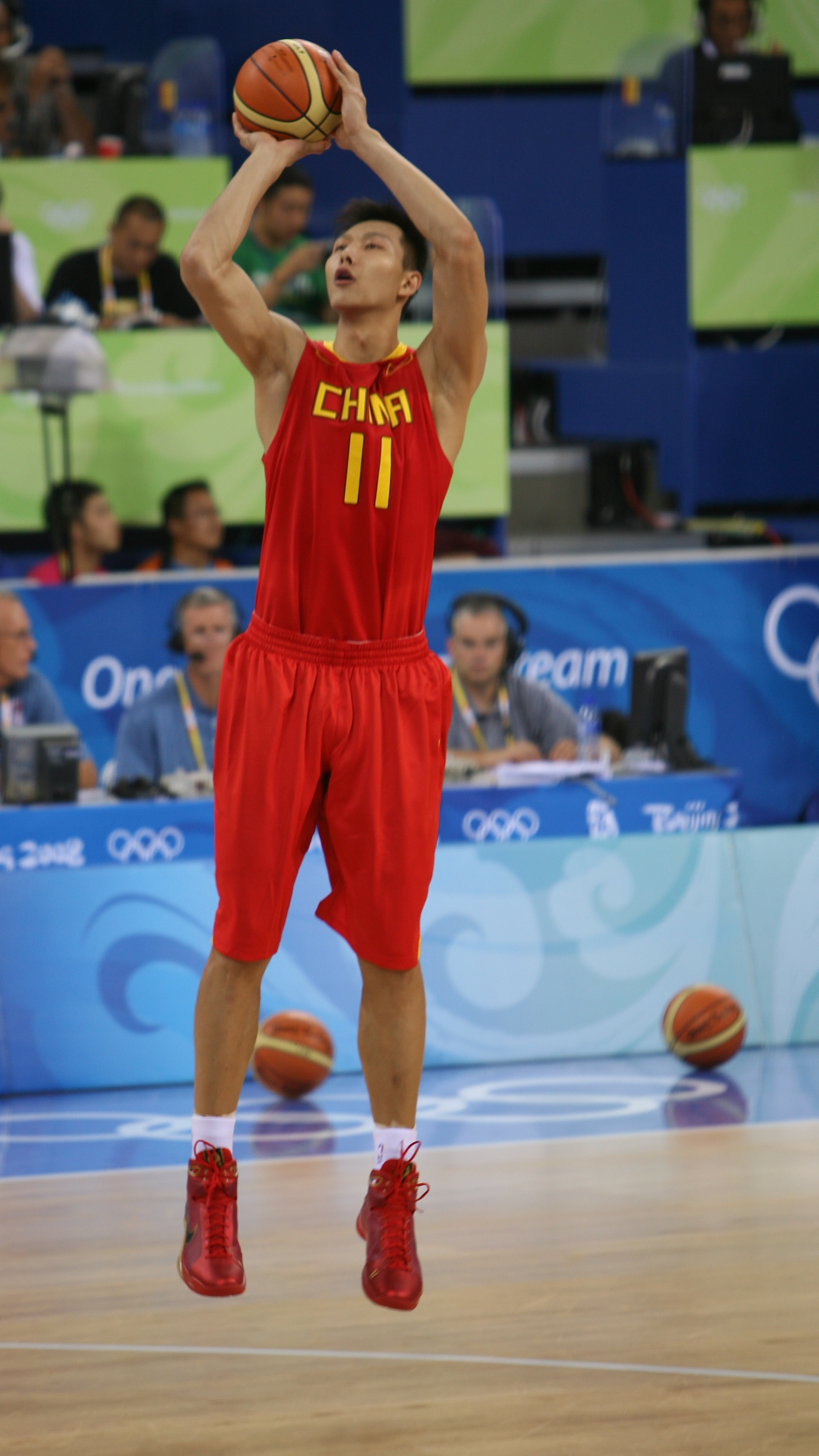
Yi Jianlian

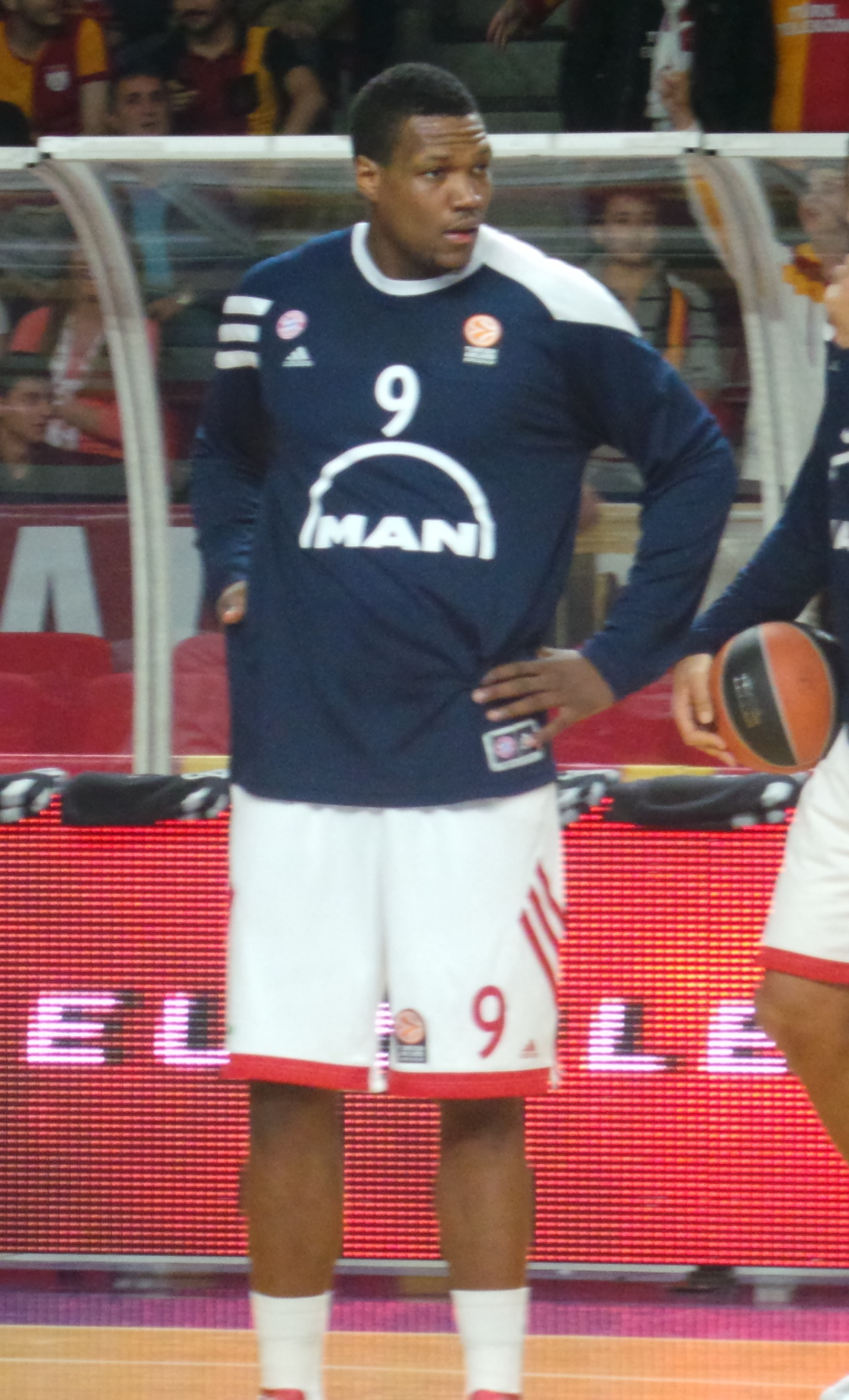
Deon Thompson

## Groupe A

### Chine
La sélection est composée de :
| Numéro | Joueur                   | Poste | Naissance         | Taille | Club 2018-2019            |
| ------ | ------------------------ | ----- | ----------------- | ------ | ------------------------- |
| 1      | Zhao Rui                 | 1/2   | 14 janvier 1996   | 1,95 m | Guangdong Southern Tigers |
| 5      | Fang Shuo                | 1     | 7 septembre 1990  | 1,90 m | Beijing Ducks             |
| 6      | Guo Ailun                | 1/2   | 14 novembre 1993  | 1,92 m | Liaoning Flying Leopards  |
| 9      | Zhai Xiaochuan           | 3     | 24 mars 1993      | 2,05 m | Beijing Ducks             |
| 11     | Yi Jianlian              | 4/5   | 27 octobre 1987   | 2,12 m | Guangdong Southern Tigers |
| 13     | Kelanbaike Makan         | 2     | 27 septembre 1992 | 1,96 m | Xinjiang Flying Tigers    |
| 15     | Zhou Qi                  | 4/5   | 16 janvier 1996   | 2,12 m | Rockets de Houston        |
| 17     | Sun Minghui              | 2     | 26 avril 1996     | 1,87 m | Zhejiang Lions            |
| 20     | Ren Junfei               | 5     | 4 février 1990    | 2,05 m | Guangdong Southern Tigers |
| 23     | Abudushalamu Abudurexiti | 3     | 20 mai 1996       | 2,03 m | Xinjiang Flying Tigers    |
| 24     | Zhao Jiwei               | 1/2   | 25 août 1995      | 1,85 m | Liaoning Flying Leopards  |
| 31     | Wang Zhelin              | 5     | 20 janvier 1994   | 2,12 m | Fujian Xunxing            |

Sélectionneur :  Li Nan
Assistants :  Yannis Christopoulos,  Scott Roth

### Côte d'Ivoire
La sélection est composée de :
| Numéro | Joueur             | Poste | Naissance         | Taille | Club 2018-2019                 |
| ------ | ------------------ | ----- | ----------------- | ------ | ------------------------------ |
| 1      | Charles Abouo      | 2/3   | 4 novembre 1989   | 1,94 m | ADA Blois Basket 41            |
| 5      | Bryan Pamba        | 1     | 7 janvier 1992    | 1,91 m | Caen Basket Calvados           |
| 7      | Adjehi Baru        | 4     | 10 décembre 1991  | 2,07 m | Leyma Básquet Coruña           |
| 8      | Fréjus Zerbo       | 5     | 2 avril 1989      | 2,08 m | JL Bourg-en-Bresse             |
| 10     | Souleymane Diabate | 1     | 21 juillet 1987   | 1,82 m | SLUC Nancy                     |
| 11     | Vafessa Fofana     | 3     | 12 juin 1992      | 2,01 m | Nantes Basket Hermine          |
| 12     | Bali Coulibaly     | 4     | 3 juillet 1995    | 2,01 m | Stade rochelais Rupella        |
| 13     | Tiegbe Bamba       | 3/4   | 21 janvier 1991   | 2,01 m | Saint Thomas Basket Le Havre   |
| 14     | Guy Landry Edi     | 2/3   | 26 décembre 1988  | 1,99 m | Champagne Châlons Reims Basket |
| 15     | Mohamed Koné       | 5     | 24 mars 1981      | 2,10 m | JA Vichy-Clermont              |
| 21     | Deon Thompson      | 4     | 16 septembre 1988 | 2,04 m | Žalgiris Kaunas                |
| 30     | Louis Cyrille Sié  | 1     | 31 août 1999      | 1,79 m | Abidjan BC                     |

Sélectionneur :  Paolo Davide Povia
Assistants :  Luca Palumbo,  Ismaël N'Diaye

### Pologne
La sélection est composée de :
| Numéro | Joueur                 | Poste | Naissance        | Taille | Club 2018-2019        |
| ------ | ---------------------- | ----- | ---------------- | ------ | --------------------- |
| 2      | Aleksander Balcerowski | 5     | 19 novembre 2000 | 2,15 m | CB Gran Canaria       |
| 3      | Michał Sokołowski      | 3     | 11 décembre 1992 | 1,96 m | Stelmet Zielona Góra  |
| 5      | Aaron Cel              | 4     | 4 mars 1987      | 2,05 m | Twarde Pierniki Toruń |
| 6      | A. J. Slaughter        | 2     | 3 août 1987      | 1,91 m | LDLC ASVEL            |
| 9      | Mateusz Ponitka        | 2/3   | 29 août 1993     | 1,98 m | Lokomotiv Kouban      |
| 12     | Adam Waczyński         | 2/3   | 15 octobre 1989  | 1,95 m | Unicaja Málaga        |
| 13     | Dominik Olejniczak     | 5     | 1er juillet 1996 | 2,08 m | Rebels d'Ole Miss     |
| 15     | Kamil Łączyński        | 1     | 17 avril 1989    | 1,83 m | Anwil Włocławek       |
| 33     | Karol Gruszecki        | 2/3   | 4 novembre 1989  | 1,96 m | Twarde Pierniki Toruń |
| 34     | Adam Hrycaniuk         | 5     | 15 mars 1984     | 2,06 m | Stelmet Zielona Góra  |
| 55     | Łukasz Koszarek        | 1     | 12 janvier 1984  | 1,87 m | Stelmet Zielona Góra  |
| 77     | Damian Kulig           | 4     | 23 juin 1987     | 2,06 m | Istanbul BŞB          |

Sélectionneur :  Mike Taylor
Assistants :  Arkadiusz Miłoszewski,  Krzysztof Szablowski

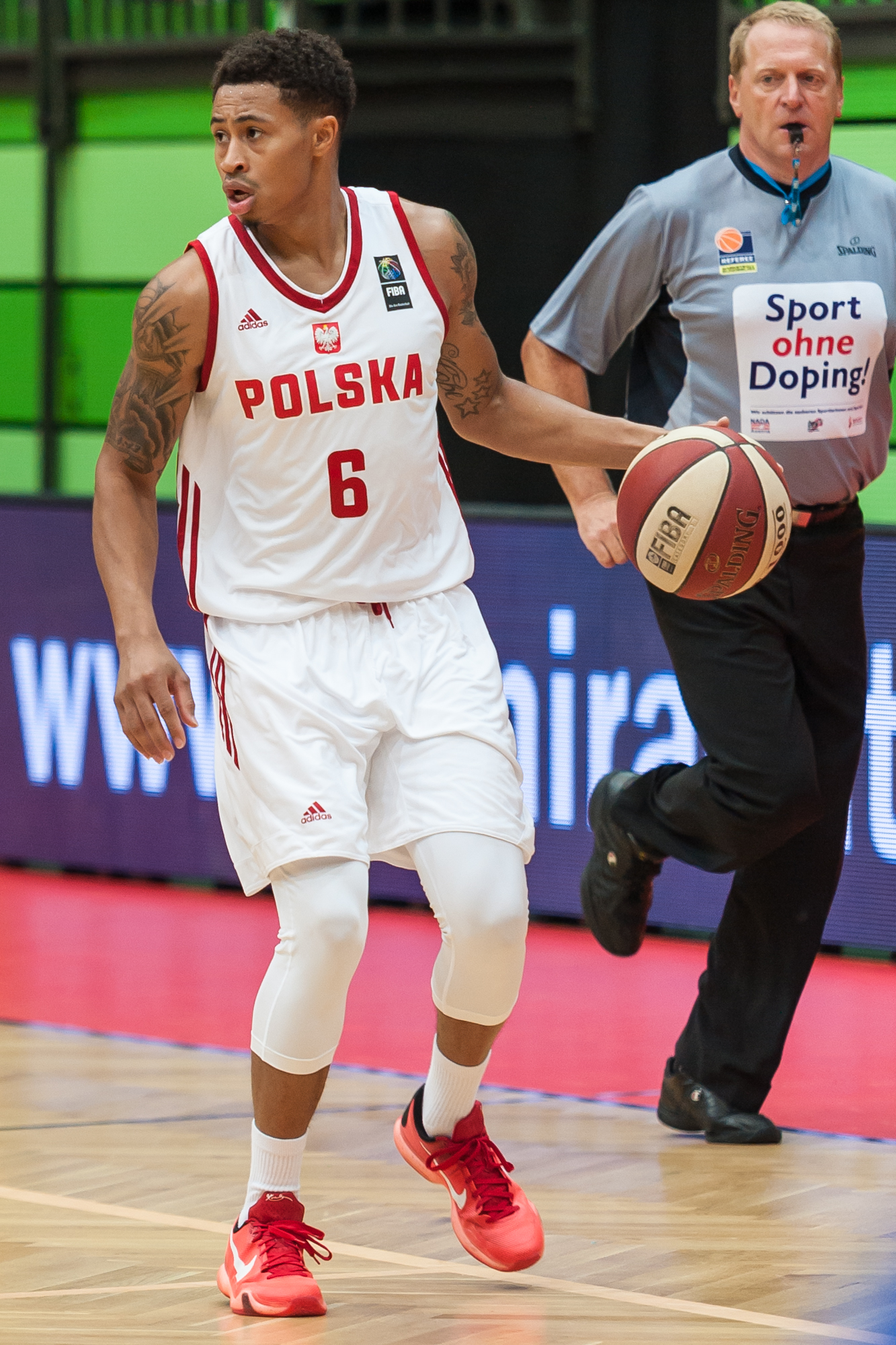
A. J. Slaughter

- Joueurs non retenus : Tomasz Gielo (Iberostar Tenerife), Łukasz Kolenda (Trefl Sopot), Maciej Lampe (Jilin Northeast Tigers), Jakub Schenk (Twarde Pierniki Toruń (en)), Krzysztof Sulima (Twarde Pierniki Toruń (en)), Mathieu Wojciechowski (MKS Dąbrowa Górnicza (en)), Dariusz Wyka (Arka Gdynia)

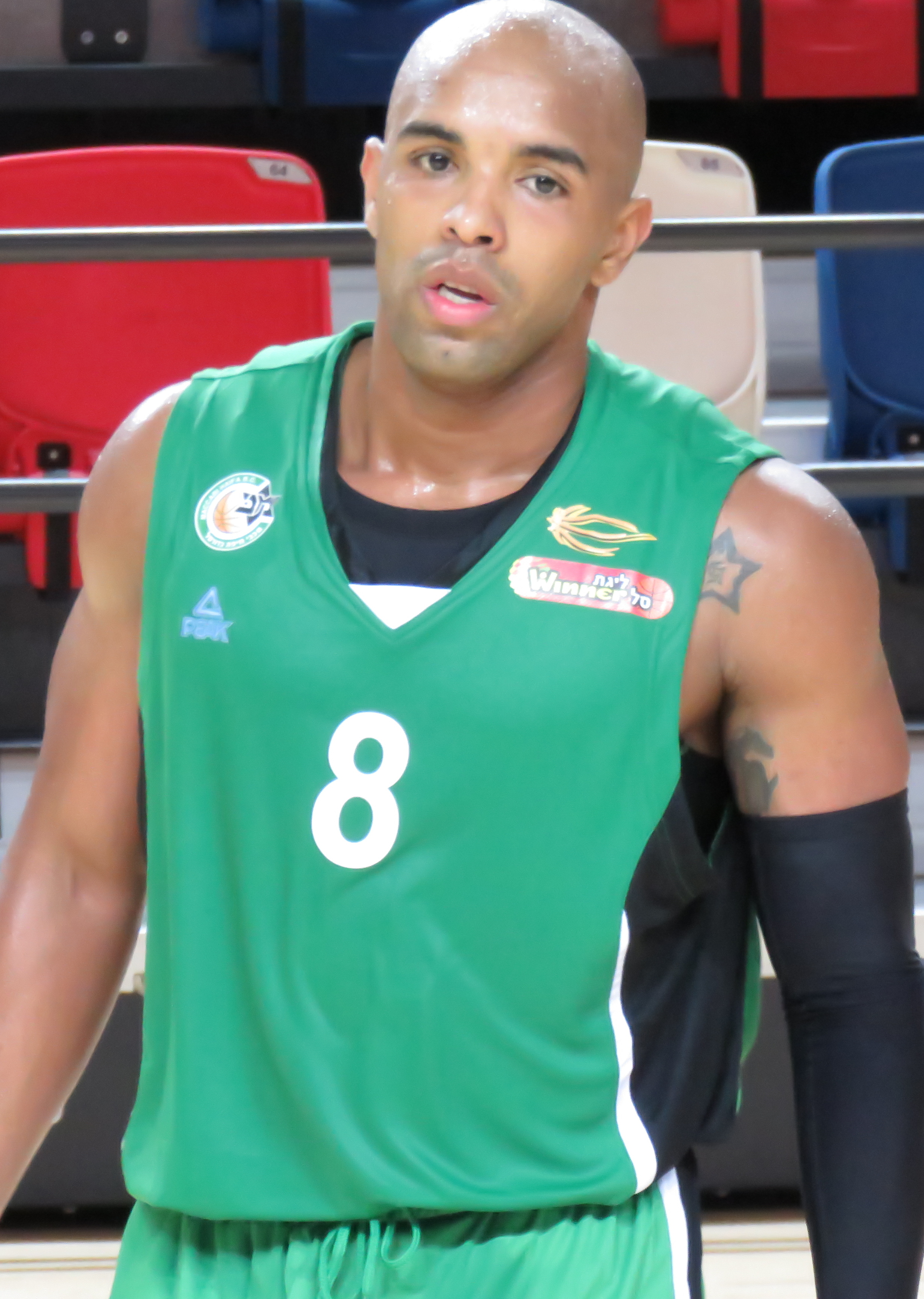
Gregory Vargas

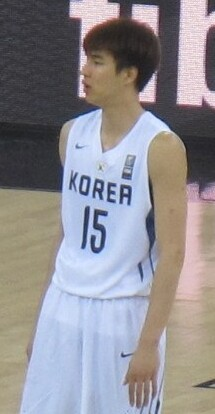
Kim Jong-kyu

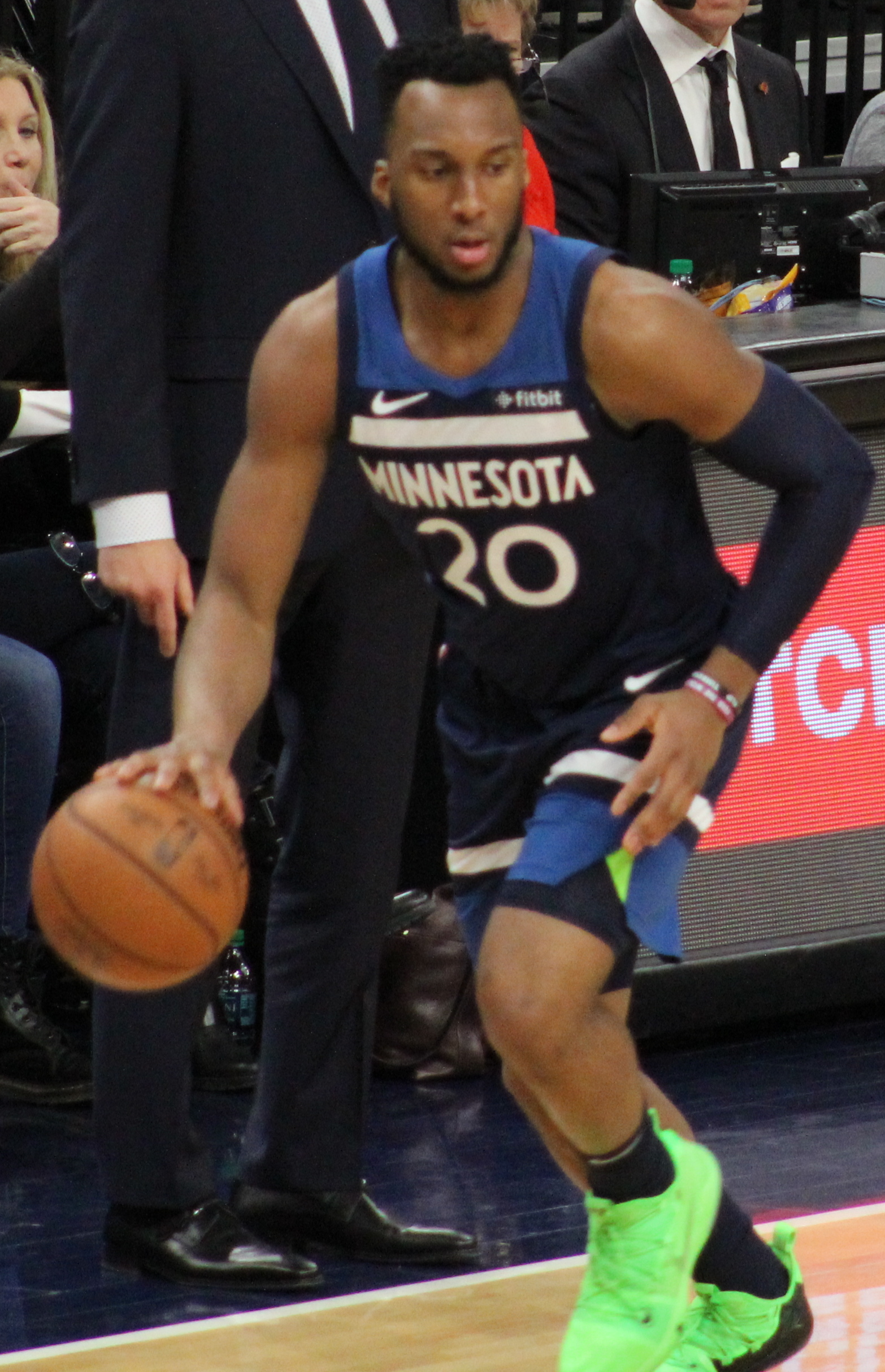
Josh Okogie

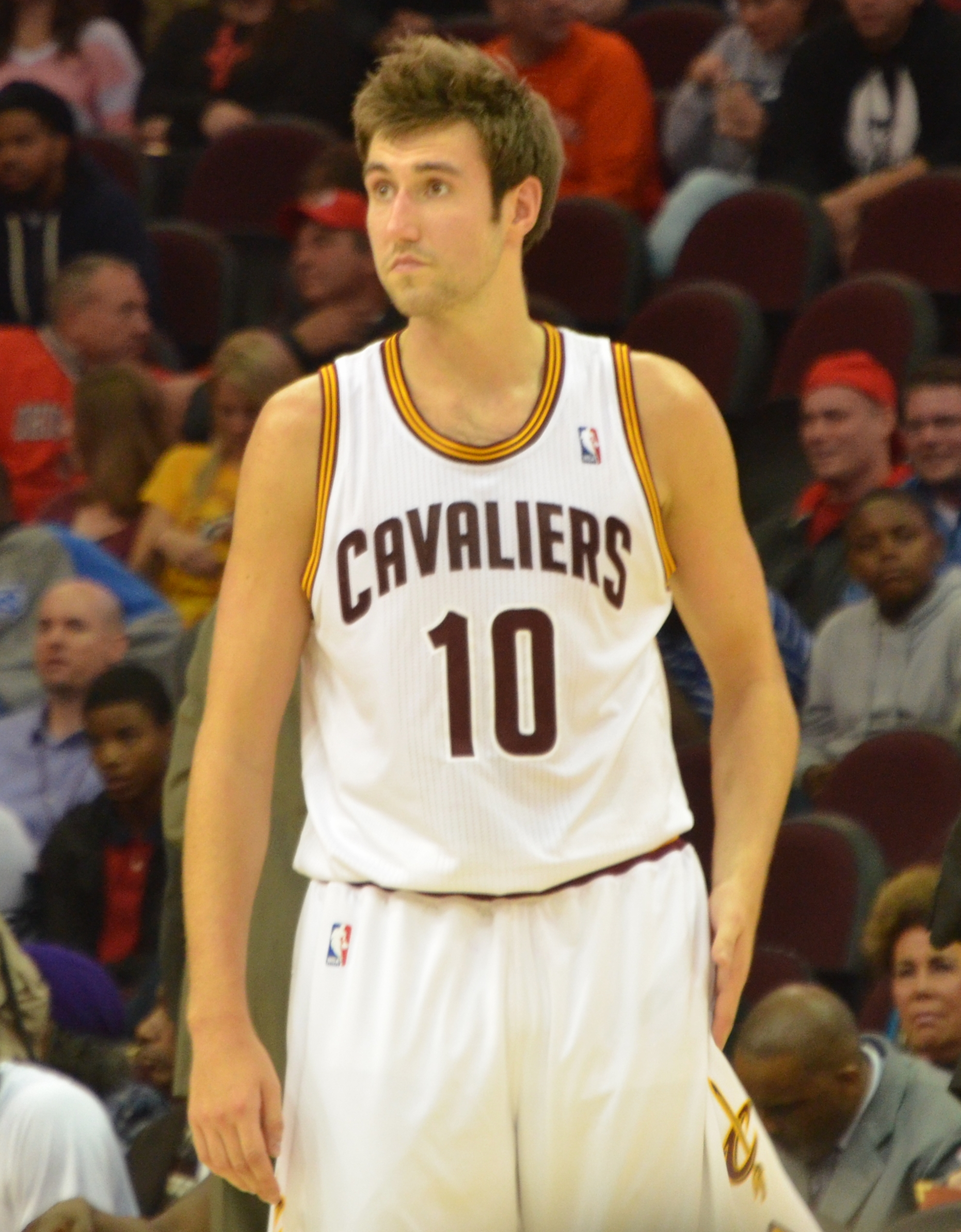
Sergueï Karassev

### Venezuela
La sélection est composée de :
| Numéro | Joueur            | Poste | Naissance         | Taille | Club 2018-2019          |
| ------ | ----------------- | ----- | ----------------- | ------ | ----------------------- |
| 5      | Gregory Vargas    | 1     | 18 février 1986   | 1,80 m | Guaros de Lara          |
| 7      | Jhornan Zamora    | 2     | 30 janvier 1989   | 1,96 m | Club Ourense Baloncesto |
| 9      | Pedro Chourio     | 2     | 13 mars 1990      | 1,86 m | Guaros de Lara          |
| 10     | José Vargas       | 3     | 23 janvier 1982   | 1,96 m | Guaros de Lara          |
| 11     | Luis Bethelmy     | 4     | 14 octobre 1986   | 2,00 m | Guaros de Lara          |
| 13     | Anthony Pérez     | 3/4   | 29 septembre 1993 | 2,05 m | Trotamundos de Carabobo |
| 14     | Miguel Ruiz       | 3/4   | 20 décembre 1992  | 2,02 m | Trotamundos de Carabobo |
| 15     | Windi Graterol    | 4/5   | 10 septembre 1986 | 2,04 m | Universo/Brasília       |
| 19     | Heissler Guillént | 1     | 17 décembre 1986  | 1,83 m | Guaros de Lara          |
| 21     | Dwight Lewis      | 2/3   | 7 octobre 1987    | 1,98 m | Trotamundos de Carabobo |
| 23     | Michael Carrera   | 3     | 7 janvier 1993    | 1,96 m | Soles de Mexicali       |
| 43     | Néstor Colmenares | 4     | 5 septembre 1987  | 2,03 m | Guaros de Lara          |

Sélectionneur :  Fernando Duró
Assistants :  Nelson Solórzano

## Groupe B

### Argentine
La sélection est composée de :
| Numéro | Joueur               | Poste | Naissance        | Taille | Club 2018-2019              |
| ------ | -------------------- | ----- | ---------------- | ------ | --------------------------- |
| 1      | Agustín Caffaro      | 5     | 6 février 1995   | 2,05 m | San Lorenzo de Almagro (en) |
| 3      | Luca Vildoza         | 1     | 11 août 1995     | 1,91 m | Saski Baskonia              |
| 4      | Luis Scola           | 4     | 30 avril 1980    | 2,04 m | Shanghai Sharks             |
| 7      | Facundo Campazzo     | 1     | 23 mars 1991     | 1,79 m | Real Madrid                 |
| 8      | Nicolás Laprovíttola | 1     | 31 janvier 1990  | 1,94 m | Joventut Badalona           |
| 9      | Nicolás Brussino     | 3/2   | 2 mars 1993      | 2,00 m | Iberostar Tenerife          |
| 10     | Máximo Fjellerup     | 2     | 25 novembre 1997 | 1,98 m | San Lorenzo de Almagro (en) |
| 12     | Marcos Delía         | 5     | 8 avril 1992     | 2,06 m | Joventut Badalona           |
| 14     | Gabriel Deck         | 3/4   | 8 février 1995   | 2,02 m | Real Madrid                 |
| 25     | Lucio Redivo         | 2     | 14 février 1994  | 1,83 m | CB Breogán                  |
| 29     | Patricio Garino      | 3     | 17 mai 1993      | 1,96 m | Saski Baskonia              |
| 88     | Tayavek Gallizzi     | 4/5   | 8 février 1993   | 2,05 m | Regatas Corrientes (en)     |

Sélectionneur :  Sergio Hernández
Assistants :  Nicolás Casalanguida,  Gonzalo García,  Silvio Santander

### Corée du Sud
La sélection est composée de :
| Numéro | Joueur                | Poste | Naissance        | Taille | Club 2018-2019                     |
| ------ | --------------------- | ----- | ---------------- | ------ | ---------------------------------- |
| 1      | Park Chan-hee         | 2/1   | 17 avril 1987    | 1,90 m | Incheon Electroland Elephants (en) |
| 2      | Choi Jun-yong (en)    | 3/4   | 4 avril 1994     | 2,00 m | Seoul SK Knights (en)              |
| 3      | Lee Jung-hyun (en)    | 2     | 3 mars 1987      | 1,91 m | Jeonju KCC Egis (en)               |
| 5      | Kim Sun-hyung         | 1     | 1er juillet 1988 | 1,87 m | Seoul SK Knights                   |
| 6      | Heo Hoon              | 1     | 16 août 1995     | 1,81 m | Busan KT Sonicboom (en)            |
| 11     | Yang Hee-jong         | 3     | 11 mai 1984      | 1,94 m | Anyang KGC (en)                    |
| 12     | Jeong Hyo-geun        | 3/4   | 14 décembre 1993 | 2,00 m | Incheon Electroland Elephants      |
| 13     | Kang Sang-jae         | 5     | 31 décembre 1994 | 2,02 m | Incheon Electroland Elephants      |
| 15     | Kim Jong-kyu          | 5     | 3 juillet 1991   | 2,07 m | Changwon LG Sakers (en)            |
| 20     | Ricardo Ratliffe (en) | 4     | 20 février 1989  | 1,99 m | Ulsan Hyundai Mobis Phoebus (en)   |
| 33     | Lee Seoung-hyun (en)  | 4     | 16 avril 1992    | 1,97 m | Goyang Orion Orions (en)           |
| 43     | Lee Dae-sung          | 2     | 30 mai 1990      | 1,90 m | Ulsan Hyundai Mobis Phoebus        |

Sélectionneur :  Hur Jae
Assistants :  Kim Sang-shik

### Nigeria
La sélection est composée de :
| Numéro | Joueur          | Poste | Naissance          | Taille | Club 2018-2019            |
| ------ | --------------- | ----- | ------------------ | ------ | ------------------------- |
| 1      | Ike Iroegbu     | 1     | 14 mars 1995       | 1,88 m | Panevėžio Lietkabelis     |
| 4      | Ben Uzoh        | 1     | 18 mars 1988       | 1,91 m | Caballeros de Culiacán    |
| 5      | Stan Okoye      | 2/3   | 10 avril 1991      | 1,98 m | Basket Saragosse 2002     |
| 6      | Ike Diogu       | 4/5   | 11 septembre 1983  | 2,04 m | Sichuan Blue Whales       |
| 7      | Al-Farouq Aminu | 3/4   | 21 septembre 1990  | 2,06 m | Trail Blazers de Portland |
| 8      | Ekpe Udoh       | 5     | 20 mai 1987        | 2,08 m | Jazz de l'Utah            |
| 10     | Chimezie Metu   | 4     | 22 mars 1997       | 2,11 m | Spurs de San Antonio      |
| 13     | Talib Zanna     | 4/5   | 1er octobre 1990   | 2,06 m | Ironi Nes Ziona           |
| 20     | Josh Okogie     | 2     | 1er septembre 1988 | 1,93 m | Timberwolves du Minnesota |
| 22     | Gabe Vincent    | 1/2   | 14 juin 1996       | 1,90 m | Kings de Stockton         |
| 33     | Jordan Nwora    | 3     | 9 septembre 1998   | 2,03 m | Cardinals de Louisville   |
| 50     | Micheal Eric    | 5     | 24 juin 1988       | 2,11 m | Darüşşafaka               |

Sélectionneur :  Alexander Nwora
Assistants :  Kevin Burleson,  Ogoh Odaudu,  Mfon Udofia

### Russie
La sélection est composée de :
| Numéro | Joueur               | Poste | Naissance       | Taille | Club 2018-2019               |
| ------ | -------------------- | ----- | --------------- | ------ | ---------------------------- |
| 2      | Andreï Sopine        | 1     | 7 juillet 1997  | 1,86 m | MBA Moscow                   |
| 3      | Sergueï Karassev     | 2/3   | 26 octobre 1993 | 2,02 m | Zénith Saint-Pétersbourg     |
| 4      | Evgueni Babourine    | 2     | 4 juillet 1987  | 1,90 m | BK Nijni Novgorod            |
| 6      | Grigory Motovilov    | 1     | 7 février 1998  | 1,93 m | Spartak Primorie Vladivostok |
| 7      | Vitaly Fridzon       | 2     | 14 octobre 1985 | 1,96 m | Lokomotiv Kouban-Krasnodar   |
| 8      | Vladimir Ivlev       | 4/5   | 28 février 1990 | 2,07 m | Lokomotiv Kouban-Krasnodar   |
| 11     | Semion Antonov       | 4/5   | 18 juillet 1989 | 2,02 m | CSKA Moscou                  |
| 12     | Andreï Zoubkov       | 4     | 29 juin 1991    | 2,05 m | BC Khimki Moscou             |
| 20     | Andreï Vorontsevitch | 4     | 17 juillet 1987 | 2,07 m | CSKA Moscou                  |
| 30     | Mikhaïl Koulaguine   | 1/2   | 4 août 1994     | 1,90 m | CSKA Moscou                  |
| 31     | Evgueni Valiev       | 3/4   | 3 mai 1990      | 2,05 m | Zénith Saint-Pétersbourg     |
| 41     | Nikita Kourbanov     | 3/4   | 5 octobre 1986  | 2,03 m | CSKA Moscou                  |

Sélectionneur :  Sergueï Bazarevitch
Assistants :  Saša Grujić,  Sergueï Bykov,  Denis Goldevsky

## Groupe C

### Espagne
La sélection est composée de :
| Numéro | Joueur            | Poste | Naissance         | Taille | Club 2018-2019           |
| ------ | ----------------- | ----- | ----------------- | ------ | ------------------------ |
| 1      | Quino Colom       | 1     | 1er novembre 1988 | 1,88 m | Bahçeşehir Koleji S.K.   |
| 5      | Rudy Fernández    | 2/3   | 4 avril 1985      | 1,96 m | Real Madrid              |
| 8      | Pau Ribas         | 2     | 2 mars 1987       | 1,96 m | FC Barcelone             |
| 9      | Ricky Rubio       | 1     | 21 octobre 1990   | 1,93 m | Jazz de l'Utah           |
| 10     | Víctor Claver     | 3/4   | 30 août 1988      | 2,07 m | FC Barcelone             |
| 13     | Marc Gasol        | 5     | 29 janvier 1985   | 2,15 m | Raptors de Toronto       |
| 14     | Willy Hernangómez | 5     | 27 mai 1994       | 2,09 m | Hornets de Charlotte     |
| 18     | Pierre Oriola     | 4/5   | 25 septembre 1992 | 2,05 m | FC Barcelone             |
| 22     | Xavi Rabaseda     | 3     | 24 février 1989   | 1,96 m | CB Gran Canaria          |
| 23     | Sergio Llull      | 1/2   | 15 novembre 1987  | 1,92 m | Real Madrid              |
| 33     | Javier Beirán     | 3     | 22 mai 1987       | 2,00 m | Club Baloncesto Canarias |
| 41     | Juan Hernangómez  | 3/4   | 28 septembre 1995 | 2,05 m | Nuggets de Denver        |

Sélectionneur :  Sergio Scariolo
Assistants :  Manuel Aller

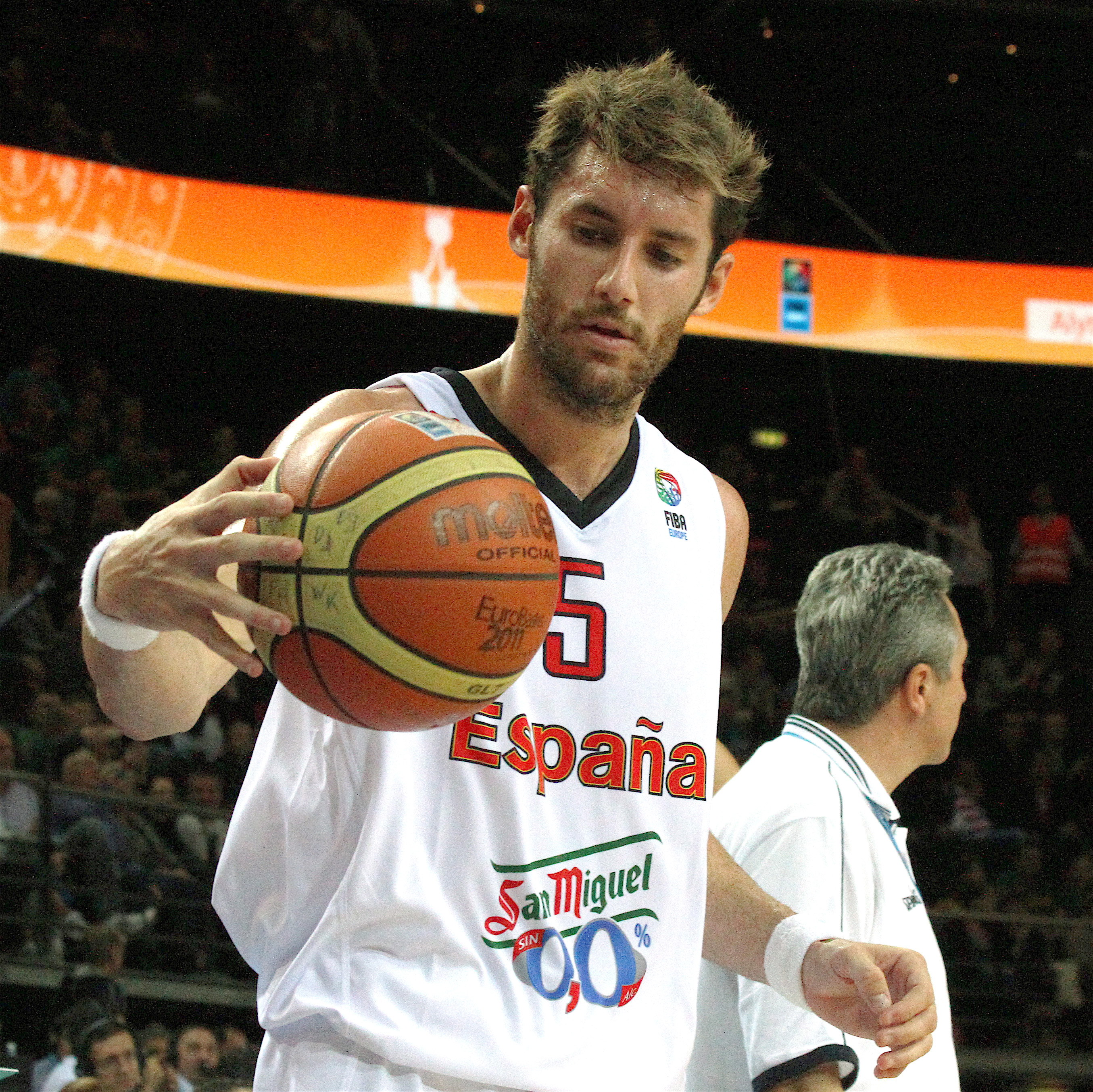
Rudy Fernandez

- Joueurs non retenus : Ilimane Diop (Saski Baskonia), Jaime Fernández (en) (Unicaja Málaga)
- Joueur blessé : Pau Gasol (Bucks de Milwaukee)
- Joueurs ayant refusé la sélection : Álex Abrines (Thunder d'Oklahoma City), Serge Ibaka (Raptors de Toronto), Nikola Mirotić (Bucks de Milwaukee), Sergio Rodríguez Gómez (CSKA Moscou)

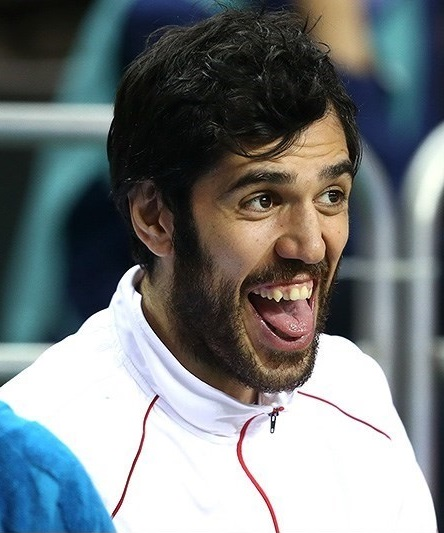
Samad Nikkhah Bahrami

### Iran
La sélection est composée de :
| Numéro | Joueur                    | Poste | Naissance         | Taille | Club 2018-2019                 |
| ------ | ------------------------- | ----- | ----------------- | ------ | ------------------------------ |
| 1      | Rasoul Mozafari           | 2     | 22 juillet 1994   | 1,89 m | Palayesh Naft Abadan BC (en)   |
| 4      | Meisam Mirzaei (en)       | 5     | 16 avril 1992     | 2,08 m | Petrochimi Bandar Imam BC (en) |
| 5      | Sajjad Mashayekhi         | 1     | 23 février 1994   | 1,83 m | Petrochimi Bandar Imam BC (en) |
| 6      | Mohammed Hassanzadeh (en) | 1     | 22 janvier 1987   | 1,85 m | Chemidor Tehran BC (en)        |
| 7      | Mohammad Hassanzadeh      | 4     | 6 octobre 1990    | 2,01 m | Palayesh Naft Abadan BC (en)   |
| 8      | Behnam Yakhchali          | 2     | 12 juillet 1995   | 1,91 m | Petrochimi Bandar Imam BC (en) |
| 12     | Arman Zangeneh            | 4     | 15 juin 1993      | 2,03 m | Chemidor Tehran BC (en)        |
| 13     | Mohammad Jamshidi         | 3     | 30 juillet 1991   | 1,99 m | Chemidor Tehran BC (en)        |
| 14     | Samad Nikkhah Bahrami     | 3     | 11 mai 1983       | 1,98 m | Petrochimi Bandar Imam BC (en) |
| 15     | Hamed Haddadi             | 5     | 19 mai 1985       | 2,18 m | Champville SC                  |
| 20     | Mike Rostampour           | 4     | 20 décembre 1991  | 2,06 m | BK Prievidza                   |
| 23     | Aaron Geramipoor          | 5     | 11 septembre 1992 | 2,14 m | Sans club                      |

Sélectionneur :  Mehran Shahintab (en)
Assistants :  Farzad Kouhian,  Mohammad Abedini

### Porto Rico
La sélection est composée de :
| Numéro | Joueur              | Poste | Naissance         | Taille | Club 2018-2019                 |
| ------ | ------------------- | ----- | ----------------- | ------ | ------------------------------ |
| 0      | Isaiah Pineiro (en) | 3     | 2 février 1995    | 2,01 m | Toreros de San Diego           |
| 1      | Ramón Clemente      | 4     | 11 décembre 1985  | 2,00 m | Leñadores de Durango (en)      |
| 7      | Devon Collier       | 4     | 20 janvier 1991   | 2,04 m | Capitanes de Arecibo           |
| 9      | Gary Browne (en)    | 1     | 24 mars 1993      | 1,85 m | Ironi Nes Ziona B.C. (en)      |
| 12     | Jorge Brian Díaz    | 5     | 13 novembre 1989  | 2,11 m | Piratas de Quebradillas        |
| 13     | Ángel Rodríguez     | 1     | 5 décembre 1992   | 1,80 m | Vipers de Rio Grande Valley    |
| 24     | Gian Clavell        | 2     | 26 novembre 1993  | 1,93 m | Estudiantes Madrid             |
| 33     | David Huertas       | 2     | 2 juin 1987       | 1,95 m | Fuerza Regia de Monterrey (en) |
| 34     | Renaldo Balkman     | 3/4   | 14 juillet 1984   | 2,00 m | San Miguel Alab Pilipinas (en) |
| 42     | Alex Franklin       | 3     | 11 juillet 1988   | 1,96 m | Piratas de Quebradillas        |
| 43     | Christopher Brady   | 5     | 15 septembre 1995 | 2,08 m | Fukushima Firebonds (en)       |
| 44     | Javier Mojica       | 2     | 31 août 1984      | 1,86 m | Vaqueros de Bayamón            |

Sélectionneur :  Eddie Casiano
Assistants :  Omar González,  Manolo Cintrón,  Rafael Torres

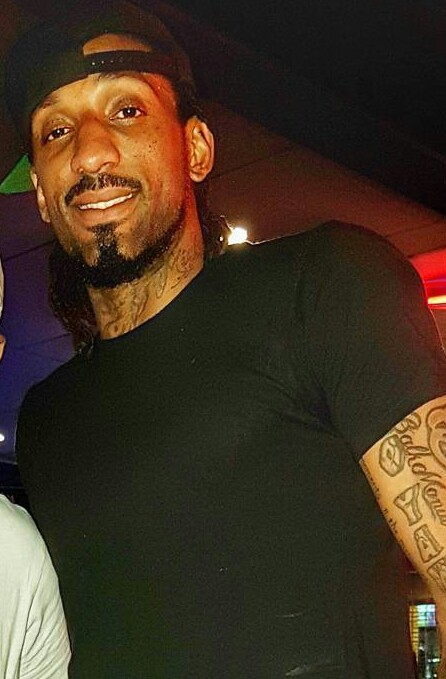
Renaldo Balkman

- Joueur blessé : José Juan Barea (Mavericks de Dallas)
- Joueurs non retenus : Ivan Gandia (Ospreys de North Florida), Emmanuel Andujar (Capitanes de Mexico)

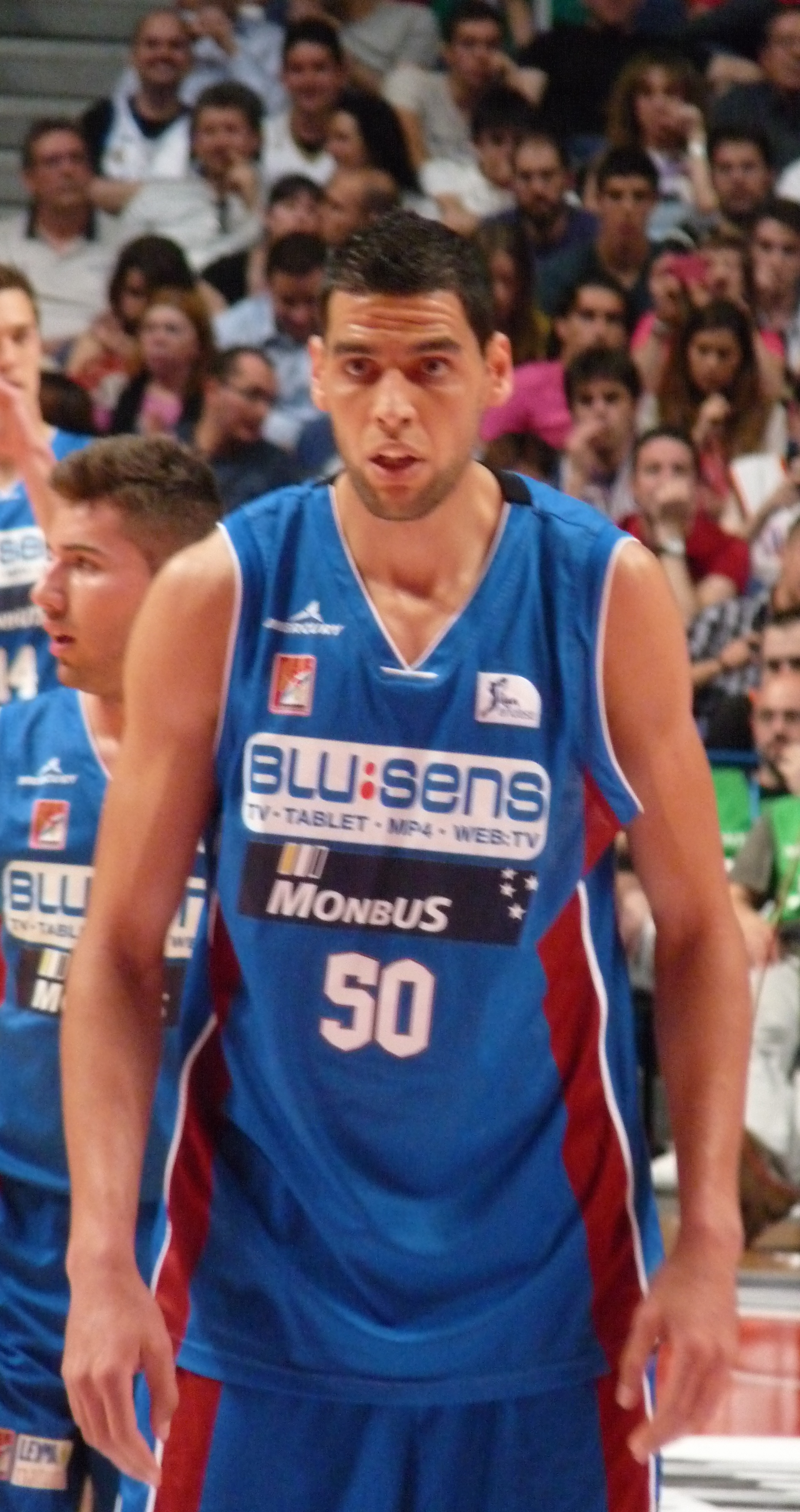
Salah Mejri

### Tunisie
La sélection est composée de :
| Numéro | Joueur              | Poste | Naissance        | Taille | Club 2018-2019               |
| ------ | ------------------- | ----- | ---------------- | ------ | ---------------------------- |
| 4      | Omar Abada          | 1     | 20 avril 1993    | 1,89 m | Saint-Chamond Basket         |
| 5      | Ziyed Chennoufi     | 3     | 29 novembre 1988 | 2,01 m | Étoile sportive de Radès     |
| 7      | Mourad El Mabrouk   | 2     | 19 octobre 1986  | 1,85 m | Étoile sportive de Radès     |
| 8      | Omar Mouhli         | 2     | 19 mars 1986     | 1,92 m | Étoile sportive de Radès     |
| 9      | Mohamed Hadidane    | 4     | 27 avril 1986    | 2,03 m | Étoile sportive de Radès     |
| 11     | Mokhtar Ghayaza     | 5     | 15 novembre 1986 | 2,04 m | Étoile sportive de Radès     |
| 12     | Makrem Ben Romdhane | 4/5   | 27 mars 1989     | 2,04 m | Saint-Chamond Basket         |
| 19     | Mohamed Abbassi     | 4/5   | 28 mars 1991     | 2,04 m | Étoile sportive de Radès     |
| 20     | Michael Roll        | 2/3   | 12 avril 1987    | 1,95 m | Olimpia Milan                |
| 45     | Radhouane Slimane   | 3/4   | 16 août 1980     | 2,05 m | Union sportive monastirienne |
| 50     | Salah Mejri         | 5     | 15 juin 1986     | 2,17 m | Mavericks de Dallas          |
| 66     | Nizar Knioua        | 1     | 8 juin 1993      | 1,88 m | Stade nabeulien              |

Sélectionneur :  Mário Palma
Assistants :  Khelil Ben Ameur,  Kacem Louerchefani

## Groupe D

### Angola
La sélection est composée de :
| Numéro | Joueur              | Poste | Naissance        | Taille | Club 2018-2019               |
| ------ | ------------------- | ----- | ---------------- | ------ | ---------------------------- |
| 1      | Gerson Domingos     | 1     | 16 avril 1996    | 1,79 m | GD Interclube                |
| 2      | Yanick Moreira      | 5     | 31 juillet 1991  | 2,05 m | Virtus Bologne               |
| 3      | Jerson Gonçalves    | 2     | 29 mars 1996     | 1,93 m | Atlético Petróleos de Luanda |
| 4      | Olímpio Cipriano    | 3     | 9 avril 1982     | 1,92 m | Atlético Petróleos de Luanda |
| 6      | Carlos Morais       | 2     | 16 octobre 1985  | 1,91 m | Atlético Petróleos de Luanda |
| 9      | Leonel Paulo        | 4     | 30 avril 1986    | 1,98 m | Atlético Petróleos de Luanda |
| 10     | José António        | 3     | 31 juillet 1990  | 1,97 m | Atlético Petróleos de Luanda |
| 15     | Eduardo Mingas      | 4     | 29 janvier 1979  | 1,98 m | 1° de Agosto                 |
| 16     | Hermenegildo Mbunga | 5     | 4 septembre 1985 | 2,00 m | Atlético Petróleos de Luanda |
| 23     | Reggie Moore        | 4     | 31 mars 1981     | 2,03 m | Atlético Sport Aviação       |
| 32     | Valdelício Joaquim  | 5     | 15 avril 1990    | 2,09 m | UJAP Quimper 29              |
| 37     | Jacques Conceição   | 1/2   | 4 septembre 1989 | 1,90 m | Benfica Lisbonne             |

Sélectionneur :  Will Voigt
Assistants :  Walter Costa,  Nataniel Lucas

### Italie
La sélection est composée de :
| Numéro | Joueur             | Poste | Naissance        | Taille | Club 2018-2019               |
| ------ | ------------------ | ----- | ---------------- | ------ | ---------------------------- |
| 00     | Amedeo Della Valle | 1/2   | 11 avril 1993    | 1,94 m | Olimpia Milan                |
| 3      | Marco Belinelli    | 2/3   | 25 mars 1986     | 1,96 m | Spurs de San Antonio         |
| 5      | Alessandro Gentile | 2/3   | 12 novembre 1992 | 2,01 m | Estudiantes Madrid           |
| 6      | Paul Biligha       | 5     | 31 mai 1990      | 2,00 m | Reyer Venise Mestre          |
| 7      | Luca Vitali        | 1/2   | 9 mai 1986       | 2,01 m | Basket Brescia Leonessa      |
| 8      | Danilo Gallinari   | 3/4   | 8 août 1988      | 2,04 m | Clippers de Los Angeles      |
| 10     | Daniel Hackett     | 1/2   | 19 décembre 1987 | 1,99 m | CSKA Moscou                  |
| 12     | Ariel Filloy       | 1     | 11 mars 1987     | 1,90 m | SS Felice Scandone           |
| 15     | Jeff Brooks        | 3/4   | 12 juin 1989     | 2,03 m | Olimpia Milan                |
| 16     | Amedeo Tessitori   | 5     | 7 octobre 1994   | 2,08 m | Universo Treviso Basket (en) |
| 23     | Awudu Abass        | 3     | 27 janvier 1993  | 2,00 m | Basket Brescia Leonessa      |
| 70     | Luigi Datome       | 3/4   | 27 novembre 1987 | 2,02 m | Fenerbahçe SK                |

Sélectionneur :  Romeo Sacchetti
Assistants :  Lele Molin,  Massimo Maffezzoli (en),  Paolo Conti

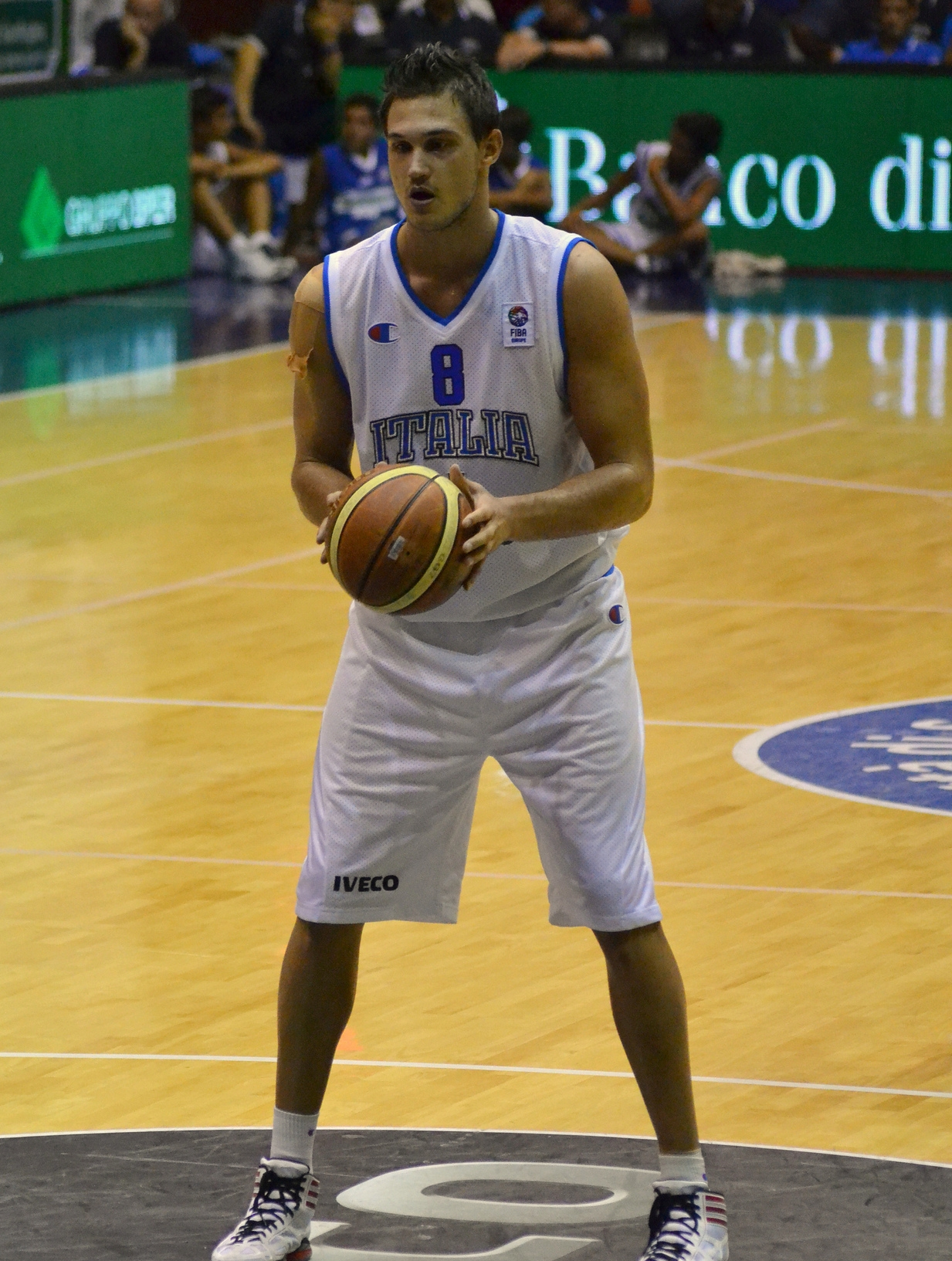
Danilo Gallinari

- Joueur non retenus : Pietro Aradori (Virtus Bologne), Andrea Cinciarini (Olimpia Milan), Michele Vitali (MoraBanc Andorra), Riccardo Moraschini (New Basket Brindisi), Giampaolo Ricci (Vanoli Cremona), Brian Sacchetti (Basket Brescia Leonessa)

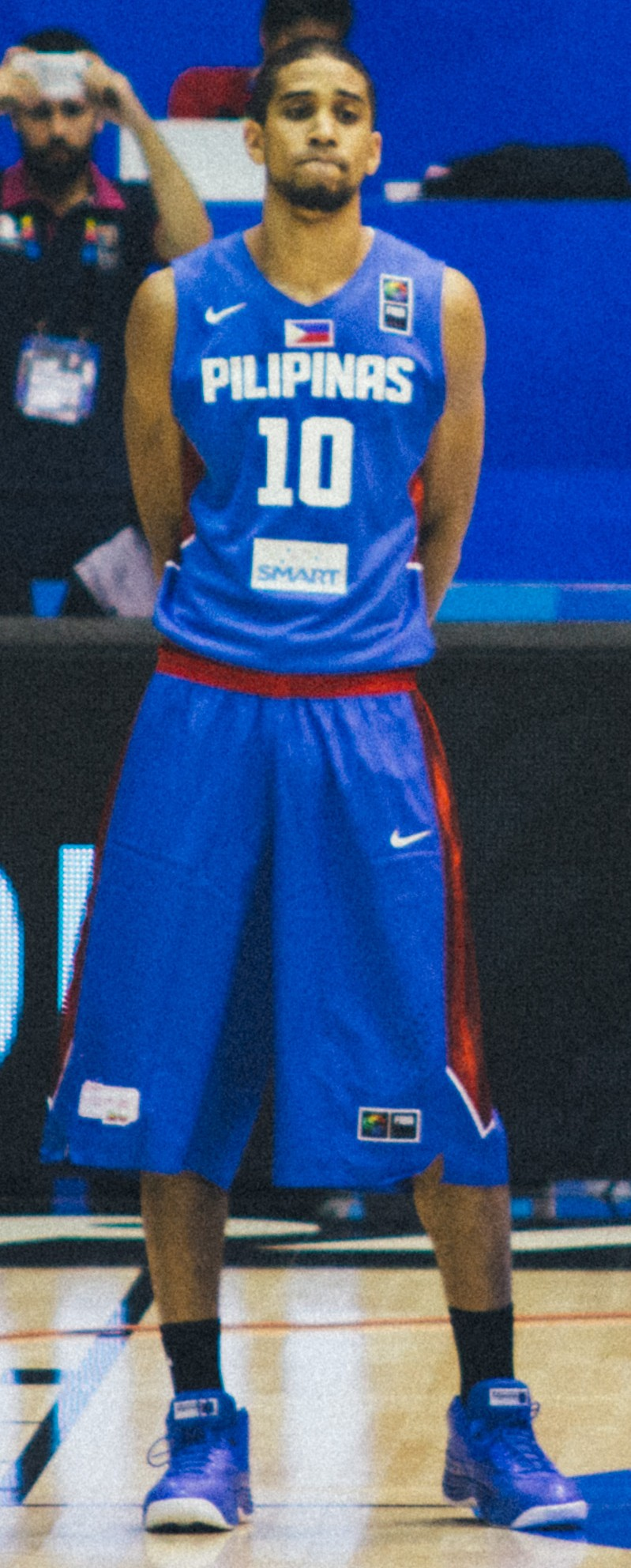
Gabe Norwood

### Philippines
La sélection est composée de :
| Numéro | Joueur               | Poste | Naissance         | Taille | Club 2018-2019                     |
| ------ | -------------------- | ----- | ----------------- | ------ | ---------------------------------- |
| 1      | Andray Blatche       | 4/5   | 22 août 1986      | 2,10 m | Tianjin Gold Lions                 |
| 3      | Paul Dalistan Lee    | 1/2   | 14 février 1989   | 1,82 m | Magnolia Hotshots (en)             |
| 4      | Kiefer Ravena (en)   | 1     | 27 octobre 1993   | 1,85 m | NLEX Road Warriors (en)            |
| 5      | Gabe Norwood         | 3     | 9 février 1985    | 1,94 m | Rain or Shine Elasto Painters (en) |
| 8      | Robert Bolick (en)   | 1     | 13 septembre 1995 | 1,82 m | NorthPort Batang Pier (en)         |
| 14     | Mark Barroca (en)    | 1     | 25 avril 1986     | 1,76 m | Magnolia Hotshots (en)             |
| 15     | June Mar Fajardo     | 5     | 17 novembre 1989  | 2,08 m | San Miguel Beermen (en)            |
| 16     | Roger Pogoy          | 2     | 16 juin 1992      | 1,82 m | TNT KaTropa (en)                   |
| 17     | CJ Perez             | 2     | 17 novembre 1993  | 1,88 m | Columbian Dyip (en)                |
| 18     | Troy Rosario (en)    | 3/4   | 20 janvier 1992   | 2,00 m | TNT KaTropa (en)                   |
| 20     | Raymond Almazan (en) | 4/5   | 2 août 1989       | 2,01 m | Rain or Shine Elasto Painters (en) |
| 25     | Japeth Aguilar       | 4/5   | 25 janvier 1987   | 2,08 m | Barangay Ginebra San Miguel (en)   |

Sélectionneur :  Yeng Guiao (en)
Assistants :  Ford Arao (en),  Caloy Garcia (en),  Ryan Gregorio (en)

### Serbie
La sélection est composée de :
| Numéro | Joueur             | Poste | Naissance        | Taille | Club 2018-2019           |
| ------ | ------------------ | ----- | ---------------- | ------ | ------------------------ |
| 5      | Marko Simonović    | 3     | 30 mai 1986      | 2,03 m | Zénith Saint-Pétersbourg |
| 7      | Bogdan Bogdanović  | 2     | 18 août 1992     | 1,97 m | Kings de Sacramento      |
| 8      | Nemanja Bjelica    | 4     | 9 mai 1988       | 2,09 m | Kings de Sacramento      |
| 11     | Vladimir Lučić     | 3     | 17 juin 1989     | 2,04 m | Bayern Munich            |
| 13     | Miroslav Raduljica | 5     | 5 janvier 1988   | 2,13 m | Jiangsu Dragons          |
| 14     | Stefan Birčević    | 4     | 13 décembre 1989 | 2,10 m | Telekom Baskets Bonn     |
| 15     | Nikola Jokić       | 5     | 19 février 1995  | 2,09 m | Nuggets de Denver        |
| 21     | Nikola Milutinov   | 5     | 30 décembre 1994 | 2,13 m | Olympiakós               |
| 22     | Vasilije Micić     | 1     | 13 janvier 1994  | 1,95 m | Anadolu Efes Spor Kulübü |
| 23     | Marko Gudurić      | 2     | 8 mars 1995      | 1,97 m | Fenerbahçe SK            |
| 24     | Stefan Jović       | 1     | 3 novembre 1990  | 1,96 m | Bayern Munich            |
| 51     | Boban Marjanović   | 5     | 15 août 1988     | 2,22 m | 76ers de Philadelphie    |

Sélectionneur :  Aleksandar Đorđević
Assistants :  Jovica Antonić (en),  Darko Rajaković,  Miroslav Nikolić (en)

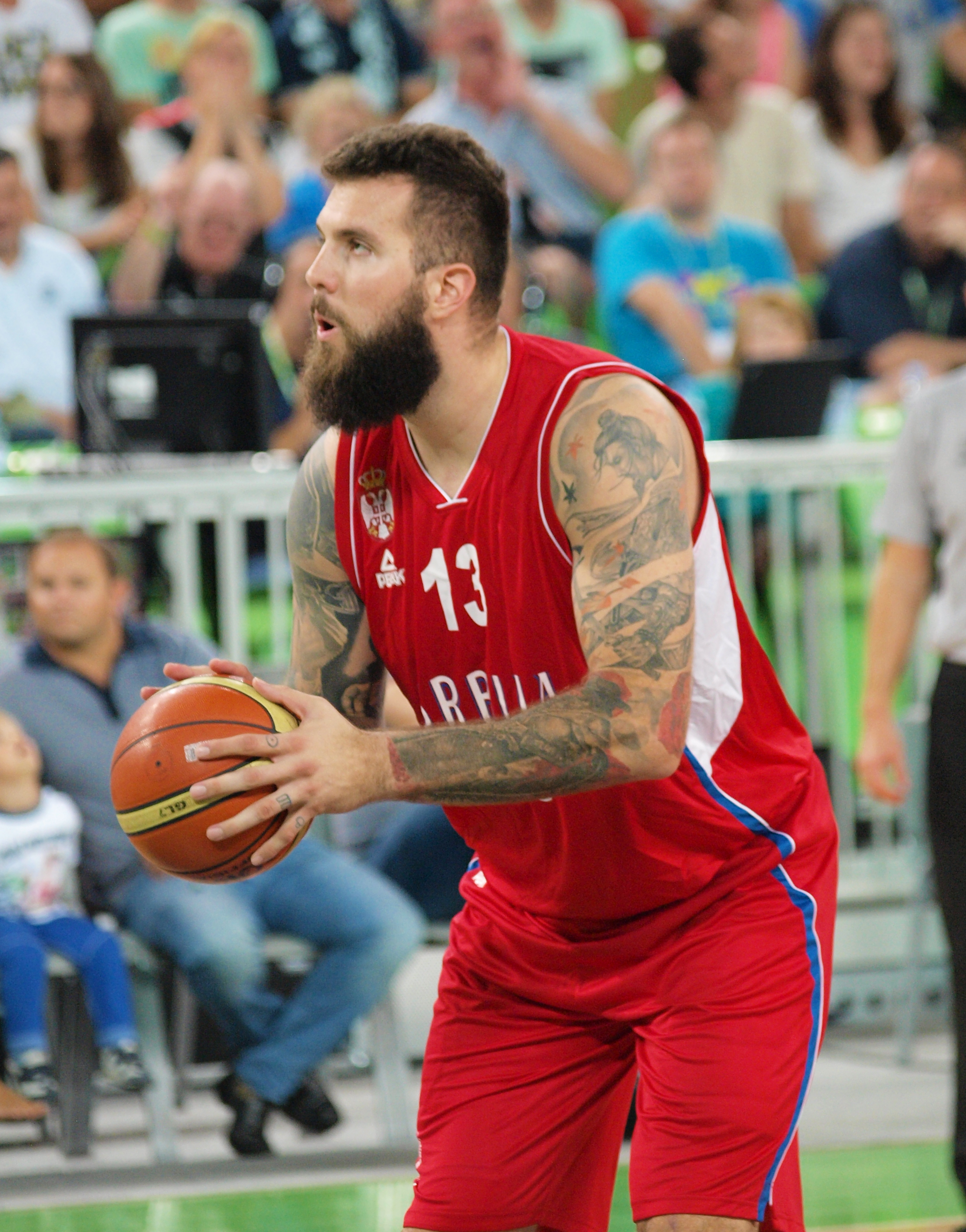
Miroslav Raduljica

- Joueur blessé : Miloš Teodosić (Clippers de Los Angeles)
- Joueurs non retenus : Dragan Apić (KK FMP (en)), Aleksa Avramović (Pallacanestro Varèse), Nemanja Dangubić (Bayern Munich), Ilija Djokovic (en) (KK Borac Čačak), Ognjen Dobrić (Étoile rouge de Belgrade), Ognjen Jaramaz (KK Partizan Belgrade), Stevan Jelovac (Brose Bamberg), Nikola Jovanović (Aquila Basket Trente), Nikola Kalinić (Fenerbahçe SK), Dejan Kravić (Virtus Bologne), Ognjen Kuzmić (Real Madrid), Branko Lazić (Étoile rouge de Belgrade), Milan Mačvan (Bayern Munich), Vanja Marinković (KK Partizan Belgrade), Dragan Milosavljević (Unicaja Málaga), Nikola Mišković (en) (KK Mega Bemax), Nemanja Nedović (Olimpia Milan), Stefan Pot (en) (KK FMP (en)), Boriša Simanić (Étoile rouge de Belgrade), Dejan Todorović (en) (CB Murcie), Rade Zagorac (KK Partizan Belgrade)

## Groupe E

### États-Unis
La sélection est composée de :
| Numéro | Joueur           | Poste | Naissance        | Taille | Club 2018-2019       |
| ------ | ---------------- | ----- | ---------------- | ------ | -------------------- |
| 4      | Derrick White    | 1/2   | 2 juillet 1994   | 1,96 m | Spurs de San Antonio |
| 5      | Donovan Mitchell | 2/1   | 7 septembre 1996 | 1,90 m | Jazz de l'Utah       |
| 6      | Joe Harris       | 2/3   | 6 septembre 1991 | 1,98 m | Nets de Brooklyn     |
| 7      | Marcus Smart     | 2     | 6 mars 1994      | 1,93 m | Celtics de Boston    |
| 8      | Harrison Barnes  | 3/4   | 30 mai 1992      | 2,03 m | Kings de Sacramento  |
| 9      | Jaylen Brown     | 2/3   | 24 octobre 1996  | 2,01 m | Celtics de Boston    |
| 10     | Jayson Tatum     | 3     | 3 mars 1998      | 2,01 m | Celtics de Boston    |
| 11     | Mason Plumlee    | 4/5   | 5 mars 1990      | 2,11 m | Nuggets de Denver    |
| 12     | Myles Turner     | 5     | 24 mars 1996     | 2,13 m | Pacers de l'Indiana  |
| 13     | Brook Lopez      | 5     | 1er avril 1988   | 2,13 m | Bucks de Milwaukee   |
| 14     | Khris Middleton  | 3     | 12 août 1991     | 2,03 m | Bucks de Milwaukee   |
| 15     | Kemba Walker     | 1     | 8 mai 1990       | 1,85 m | Hornets de Charlotte |

Sélectionneur :  Gregg Popovich
Assistants :  Steve Kerr,  Lloyd Pierce,  Jay Wright (en)

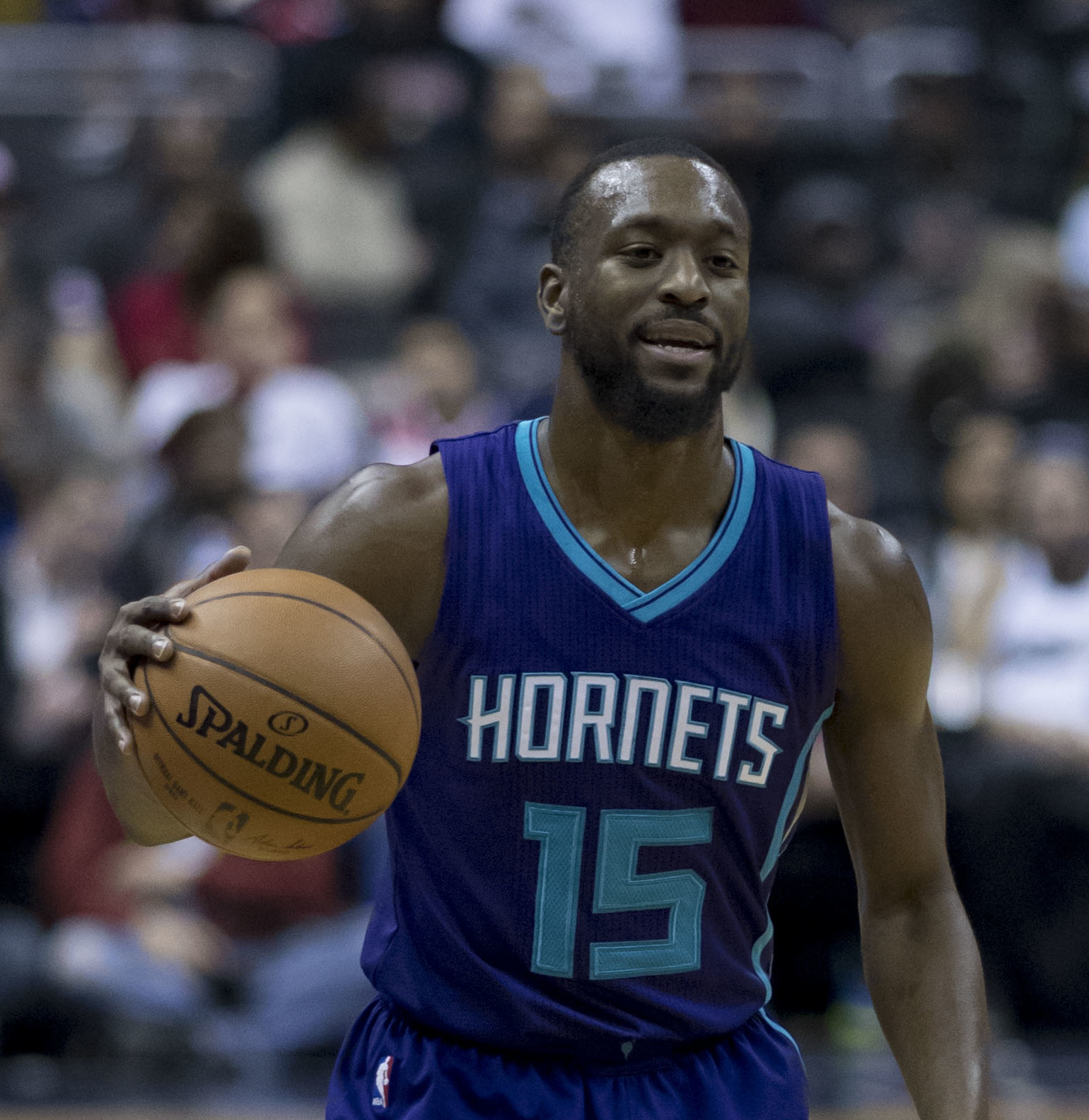
Kemba Walker

- Joueurs blessés : Kyle Kuzma (Lakers de Los Angeles), Kyle Lowry (Raptors de Toronto)

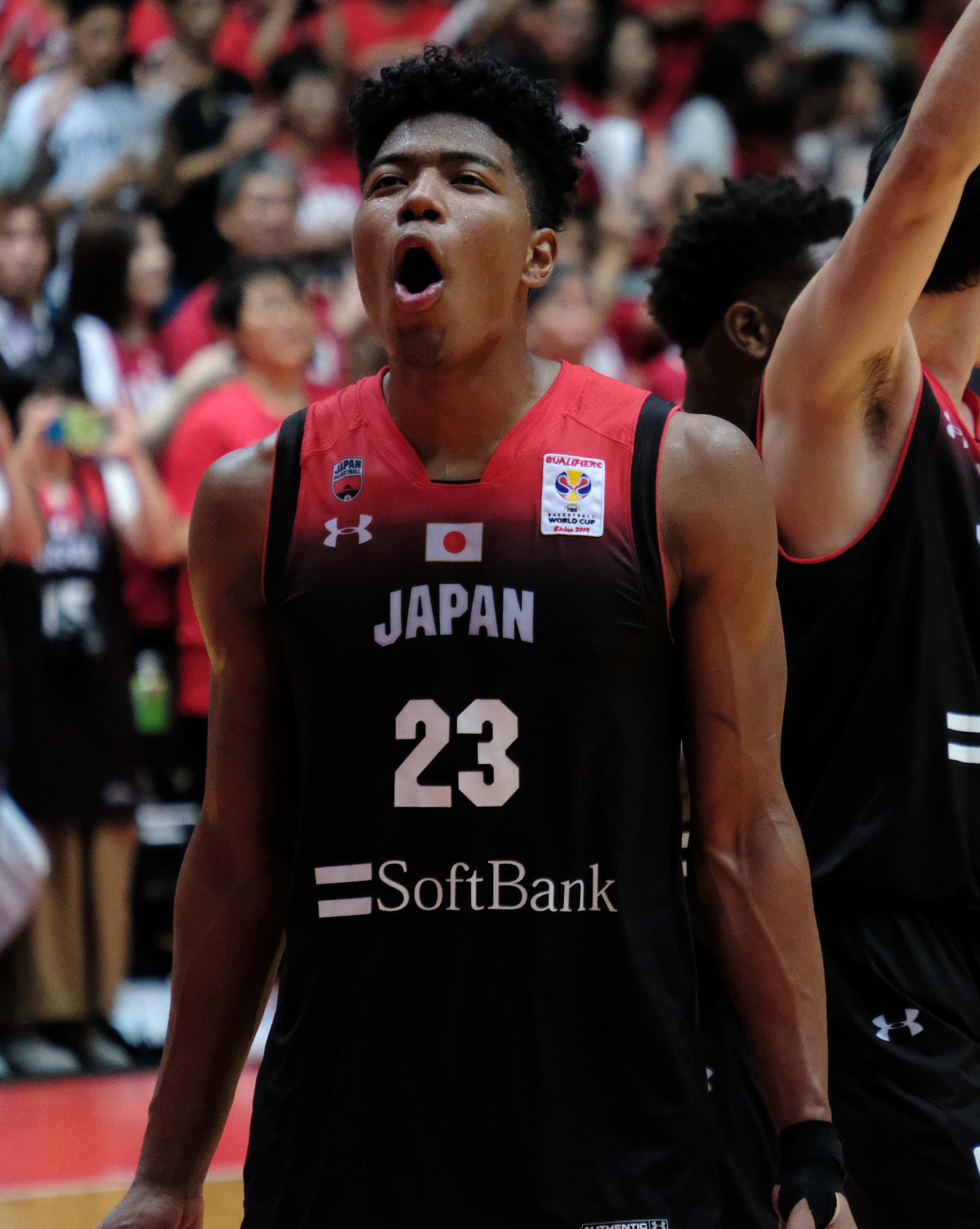
Rui Hachimura

### Japon
La sélection est composée de :
| Numéro | Joueur                | Poste | Naissance        | Taille | Club 2018-2019                       |
| ------ | --------------------- | ----- | ---------------- | ------ | ------------------------------------ |
| 3      | Seiya Ando (en)       | 1     | 15 juillet 1993  | 1,80 m | Alvark Tokyo                         |
| 6      | Makoto Hiejima        | 2     | 11 août 1990     | 1,91 m | Brisbane Bullets                     |
| 7      | Ryusei Shinoyama (en) | 1     | 20 juillet 1988  | 1,78 m | Toshiba Kawasaki Brave Thunders (en) |
| 8      | Rui Hachimura         | 4     | 8 février 1998   | 2,04 m | Bulldogs de Gonzaga                  |
| 9      | Shuto Ando (en)       | 2     | 13 juin 1994     | 1,91 m | Nagoya Diamond Dolphins (en)         |
| 10     | Kōsuke Takeuchi       | 4     | 29 janvier 1985  | 2,08 m | Utsunomiya Brex (en)                 |
| 12     | Yuta Watanabe         | 3     | 27 octobre 1996  | 2,06 m | Grizzlies de Memphis                 |
| 15     | Joji Takeuchi         | 4     | 29 janvier 1985  | 2,08 m | Alvark Tokyo                         |
| 18     | Yudai Baba            | 3     | 7 novembre 1995  | 1,98 m | Alvark Tokyo                         |
| 22     | Nick Fazekas          | 5     | 17 juin 1985     | 2,11 m | Toshiba Kawasaki Brave Thunders (en) |
| 24     | Daiki Tanaka (en)     | 2     | 3 septembre 1991 | 1,93 m | Alvark Tokyo                         |
| 32     | Avi Schafer           | 5     | 28 janvier 1998  | 2,03 m | Alvark Tokyo                         |

Sélectionneur :  Julio Lamas
Assistants :  Kenichi Sako,  Herman Julian Mandole

### République tchèque
La sélection est composée de :
| Numéro | Joueur             | Poste | Naissance         | Taille | Club 2018-2019                 |
| ------ | ------------------ | ----- | ----------------- | ------ | ------------------------------ |
| 1      | Patrik Auda        | 4     | 29 août 1989      | 2,06 m | Pistoia Basket 2000            |
| 4      | Tomáš Vyoral       | 1     | 28 septembre 1992 | 1,90 m | ČEZ Nymburk                    |
| 6      | Pavel Pumprla      | 3/4   | 13 juin 1986      | 1,98 m | ČEZ Nymburk                    |
| 7      | Vojtěch Hruban     | 3     | 29 août 1989      | 2,02 m | ČEZ Nymburk                    |
| 8      | Tomáš Satoranský   | 1     | 30 octobre 1991   | 2,01 m | Wizards de Washington          |
| 11     | Blake Schilb       | 3/4   | 23 décembre 1983  | 1,99 m | Champagne Châlons Reims Basket |
| 12     | Ondřej Balvin (en) | 5     | 20 septembre 1992 | 2,17 m | CB Gran Canaria                |
| 13     | Jakub Šiřina       | 1     | 21 novembre 1987  | 1,86 m | BK Opava                       |
| 15     | Martin Peterka     | 5     | 12 janvier 1995   | 2,03 m | ČEZ Nymburk                    |
| 17     | Jaromír Bohačík    | 3/4   | 26 mai 1992       | 1,97 m | ČEZ Nymburk                    |
| 23     | Lukáš Palyza       | 3     | 10 novembre 1989  | 2,03 m | BK Olomoucko (en)              |
| 31     | Martin Kříž        | 3     | 17 juin 1993      | 2,00 m | ČEZ Nymburk                    |

Sélectionneur :  Ronen Ginzburg
Assistants :  Pavel Beneš,  Lubomir Ružička

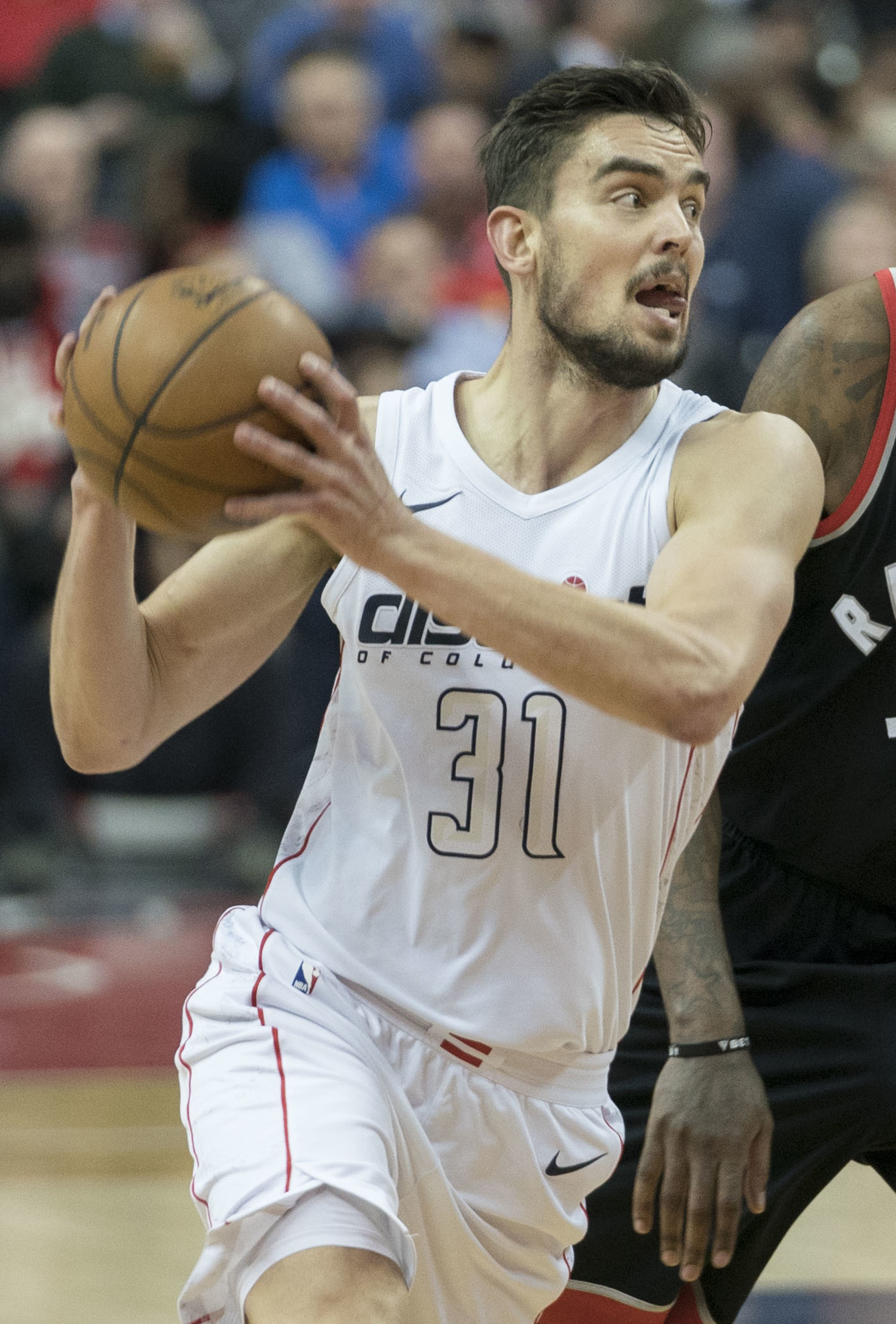
Tomáš Satoranský

- Joueur blessé : Jan Veselý (Fenerbahçe SK)
- Joueurs non retenus : Petr Herman (Lions de Loyola Marymount), Vít Krejčí (Olivar Basket), Michal Mareš (USK Prague), Viktor Pulpan (BK Pardubice), Simon Pursl (Tuři Svitavy (en)), Petr Safarick (BC Kolín (en)), Jakub Tuma (USK Prague)

### Turquie
La sélection est composée de :
| Numéro | Joueur               | Poste | Naissance        | Taille | Club 2018-2019           |
| ------ | -------------------- | ----- | ---------------- | ------ | ------------------------ |
| 1      | Scottie Wilbekin     | 1     | 5 avril 1993     | 1,88 m | Maccabi Tel-Aviv         |
| 4      | Doğuş Balbay         | 1     | 21 janvier 1989  | 1,85 m | Anadolu Efes Spor Kulübü |
| 5      | Metecan Birsen       | 3     | 6 avril 1995     | 2,05 m | Anadolu Efes Spor Kulübü |
| 6      | Cedi Osman           | 3/4   | 8 avril 1995     | 2,00 m | Cavaliers de Cleveland   |
| 8      | Ersan İlyasova       | 4     | 15 mai 1987      | 2,08 m | Bucks de Milwaukee       |
| 9      | Semih Erden          | 5     | 28 juillet 1986  | 2,10 m | Istanbul BŞB             |
| 10     | Melih Mahmutoğlu     | 2     | 12 mai 1990      | 1,91 m | Fenerbahçe SK            |
| 11     | Ege Arar             | 4     | 2 septembre 1996 | 2,07 m | Galatasaray SK           |
| 19     | Buğrahan Tuncer (en) | 2     | 23 mars 1993     | 1,94 m | Anadolu Efes Spor Kulübü |
| 21     | Sertaç Şanlı         | 5     | 5 août 1991      | 2,14 m | Anadolu Efes Spor Kulübü |
| 22     | Furkan Korkmaz       | 2/3   | 24 juillet 1997  | 2,00 m | 76ers de Philadelphie    |
| 24     | Yiğit Arslan         | 2     | 12 mai 1996      | 1,94 m | Tofaş Spor Kulübü        |

Sélectionneur :  Ufuk Sarıca
Assistants :  Kerem Tunçeri,  Recep Şen,  Saffet Sedat Özyer,  Murat Bilge,  Arda Demirbağ

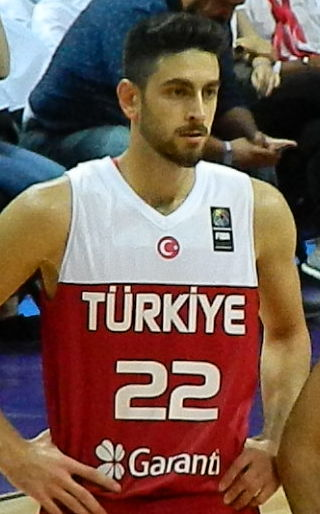
Furkan Korkmaz.

- Joueurs non retenus : Berkan Durmaz (en) (Tofas Bursa), Berk Uğurlu (Pınar Karşıyaka)

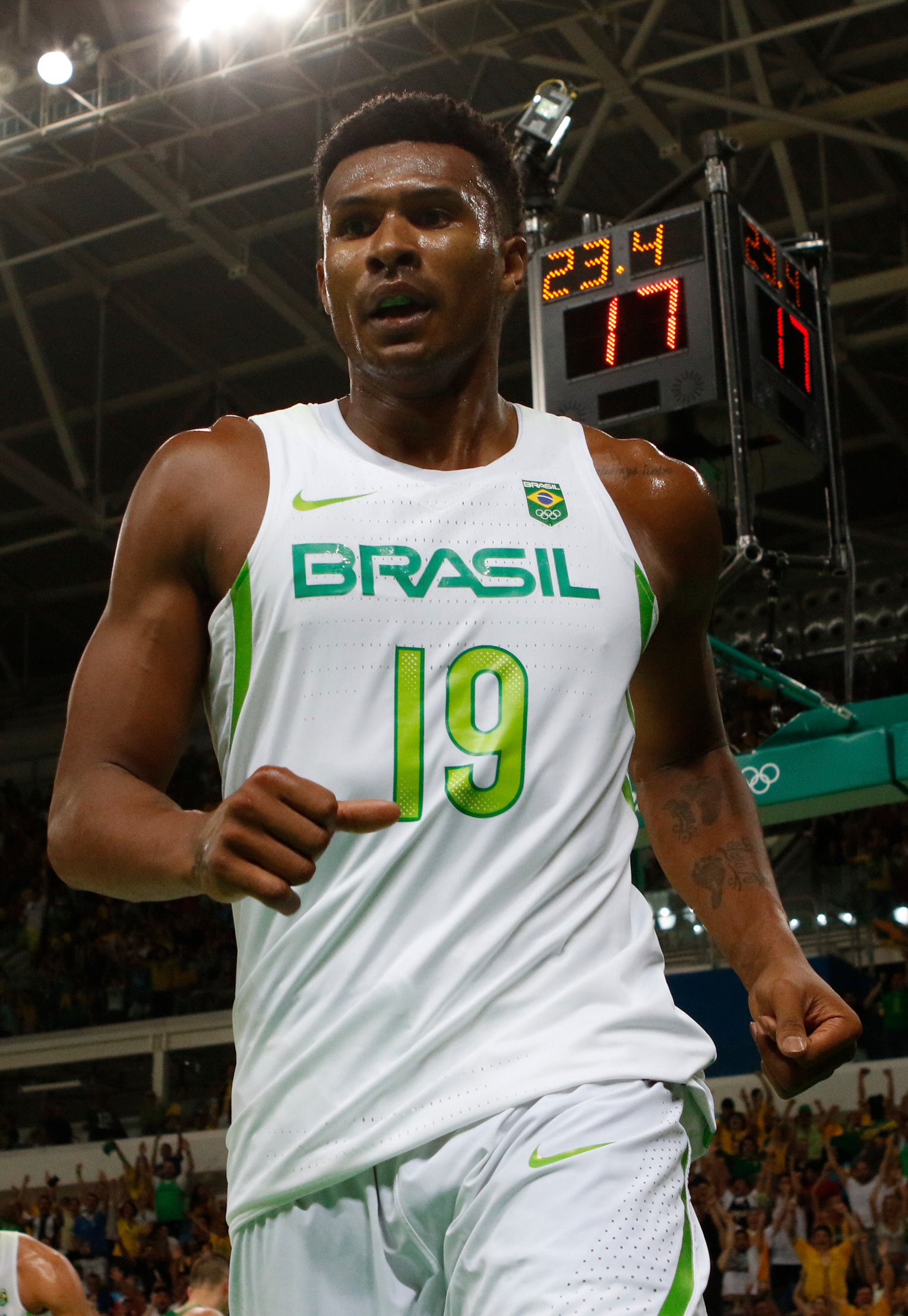
Leandro Barbosa

## Groupe F

### Brésil
La sélection est composée de :
| Numéro | Joueur             | Poste | Naissance         | Taille | Club 2018-2019            |
| ------ | ------------------ | ----- | ----------------- | ------ | ------------------------- |
| 2      | Yago dos Santos    | 1     | 9 mars 1999       | 1,78 m | Club Athlético Paulistano |
| 5      | Rafa Luz (en)      | 1     | 11 février 1992   | 1,88 m | Bàsquet Club Andorra      |
| 6      | Cristiano Felício  | 4     | 7 juillet 1992    | 2,08 m | Bulls de Chicago          |
| 8      | Vítor Benite       | 2     | 20 février 1990   | 1,91 m | San Pablo Burgos          |
| 9      | Marcelinho Huertas | 1     | 25 mai 1983       | 1,91 m | Saski Baskonia            |
| 10     | Alex Garcia        | 3     | 4 mars 1980       | 1,93 m | ABBC Bauru (en)           |
| 11     | Anderson Varejão   | 5     | 28 septembre 1982 | 2,11 m | Flamengo Basketball (en)  |
| 14     | Marquinhos Vieira  | 4     | 31 mai 1984       | 2,06 m | Flamengo Basketball (en)  |
| 19     | Leandro Barbosa    | 2     | 28 novembre 1982  | 1,94 m | Minas Tênis Clube (en)    |
| 23     | Augusto Lima       | 5     | 17 septembre 1991 | 2,08 m | San Pablo Burgos          |
| 24     | Didi Louzada       | 3     | 2 juillet 1999    | 1,95 m | Franca São Paulo          |
| 50     | Bruno Caboclo      | 3     | 20 septembre 1995 | 2,06 m | Grizzlies de Memphis      |

Sélectionneur :  Aleksandar Petrović
Assistants :  Cesar Guidetti,  Bruno Savignani

### Grèce
La sélection est composée de :
| Numéro | Joueur                      | Poste | Naissance         | Taille | Club 2018-2019     |
| ------ | --------------------------- | ----- | ----------------- | ------ | ------------------ |
| 5      | Giannoulis Larentzakis (en) | 2     | 22 septembre 1993 | 2,01 m | AEK Athènes        |
| 8      | Nick Calathes               | 1     | 7 février 1989    | 1,98 m | Panathinaïkos      |
| 9      | Ioánnis Bouroúsis           | 5     | 17 novembre 1983  | 2,15 m | Zhejiang Lions     |
| 10     | Konstantínos Sloúkas        | 1/2   | 15 janvier 1990   | 1,96 m | Fenerbahçe SK      |
| 14     | Yórgos Papayiánnis          | 5     | 3 juillet 1997    | 2,17 m | Panathinaïkos      |
| 15     | Yórgos Príntezis            | 4     | 22 février 1985   | 2,06 m | Olympiakós         |
| 16     | Kóstas Papanikoláou         | 3     | 31 juillet 1990   | 2,04 m | Olympiakós         |
| 17     | Vangélis Mántzaris          | 1     | 16 avril 1990     | 1,96 m | Olympiakós         |
| 19     | Ioánnis Papapétrou          | 3     | 30 mars 1994      | 2,06 m | Panathinaïkos      |
| 21     | Panayótis Vasilópoulos      | 4     | 8 février 1984    | 2,05 m | AEK Athènes        |
| 34     | Giannis Antetokounmpo       | 2/3   | 6 décembre 1994   | 2,13 m | Bucks de Milwaukee |
| 43     | Thanásis Antetokoúnmpo      | 3     | 18 juillet 1992   | 2,01 m | Panathinaïkos      |

Sélectionneur :  Thanásis Skourtopoulos (en)
Assistants :  Giannis Eleutheriadis,  Thanasis Molivdas,  Giannis Kalampokis (en)
- Joueur blessé : Giannis Athinaiou (en) (Fos Provence Basket)

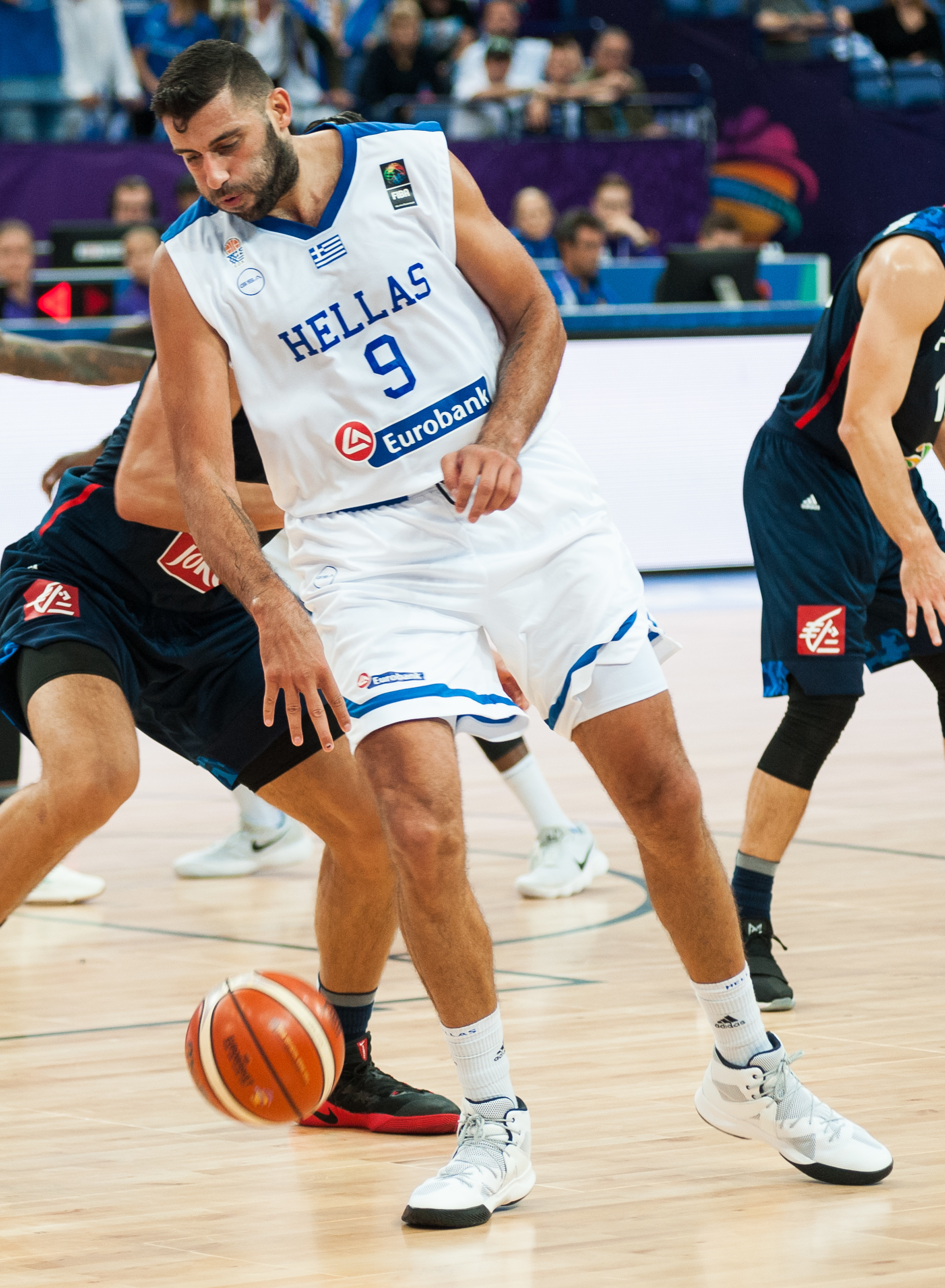
Ioánnis Bouroúsis

- Joueurs non retenus : Dimítris Agravánis (Peristéri BC), Tyler Dorsey (Grizzlies de Memphis), Antonis Koniaris (en) (PAOK Salonique), Dinos Mitoglou (en) (Panathinaïkos), Christos Saloustros (en) (Promitheas Patras B.C.)

### Monténégro
La sélection est composée de :
| Numéro | Joueur               | Poste | Naissance         | Taille | Club 2018-2019         |
| ------ | -------------------- | ----- | ----------------- | ------ | ---------------------- |
| 4      | Nikola Vučević       | 5     | 24 octobre 1990   | 2,13 m | Magic d'Orlando        |
| 5      | Derek Needham (en)   | 1     | 20 octobre 1990   | 1,80 m | Rytas Vilnius          |
| 6      | Suad Šehović         | 3     | 19 février 1987   | 1,97 m | KK Budućnost Podgorica |
| 7      | Nemanja Radović (en) | 4/3   | 11 novembre 1991  | 2,08 m | Basket Zaragoza 2002   |
| 8      | Sead Šehović         | 2/3   | 22 août 1989      | 1,96 m | KK Budućnost Podgorica |
| 10     | Aleksa Popović       | 2     | 31 juillet 1987   | 2,01 m | KK Lovćen Cetinje      |
| 11     | Marko Todorović      | 4/5   | 19 avril 1992     | 2,11 m | Joventut Badalona      |
| 14     | Bojan Dubljević      | 4/5   | 24 octobre 1991   | 2,05 m | Valence Basket Club    |
| 20     | Nikola Ivanović      | 1     | 19 février 1994   | 1,90 m | KK Budućnost Podgorica |
| 23     | Dino Radončić        | 4/3   | 8 janvier 1999    | 2,03 m | CB Murcie              |
| 30     | Petar Popović (en)   | 1/2   | 13 septembre 1996 | 1,92 m | KK Budućnost Podgorica |
| 51     | Milko Bjelica        | 4/5   | 4 juin 1984       | 2,07 m | KK Mornar Bar          |

Sélectionneur :  Zvezdan Mitrović
Assistants :  Boško Radović,  Dušan Dubljević,  Milovan Ljubojević

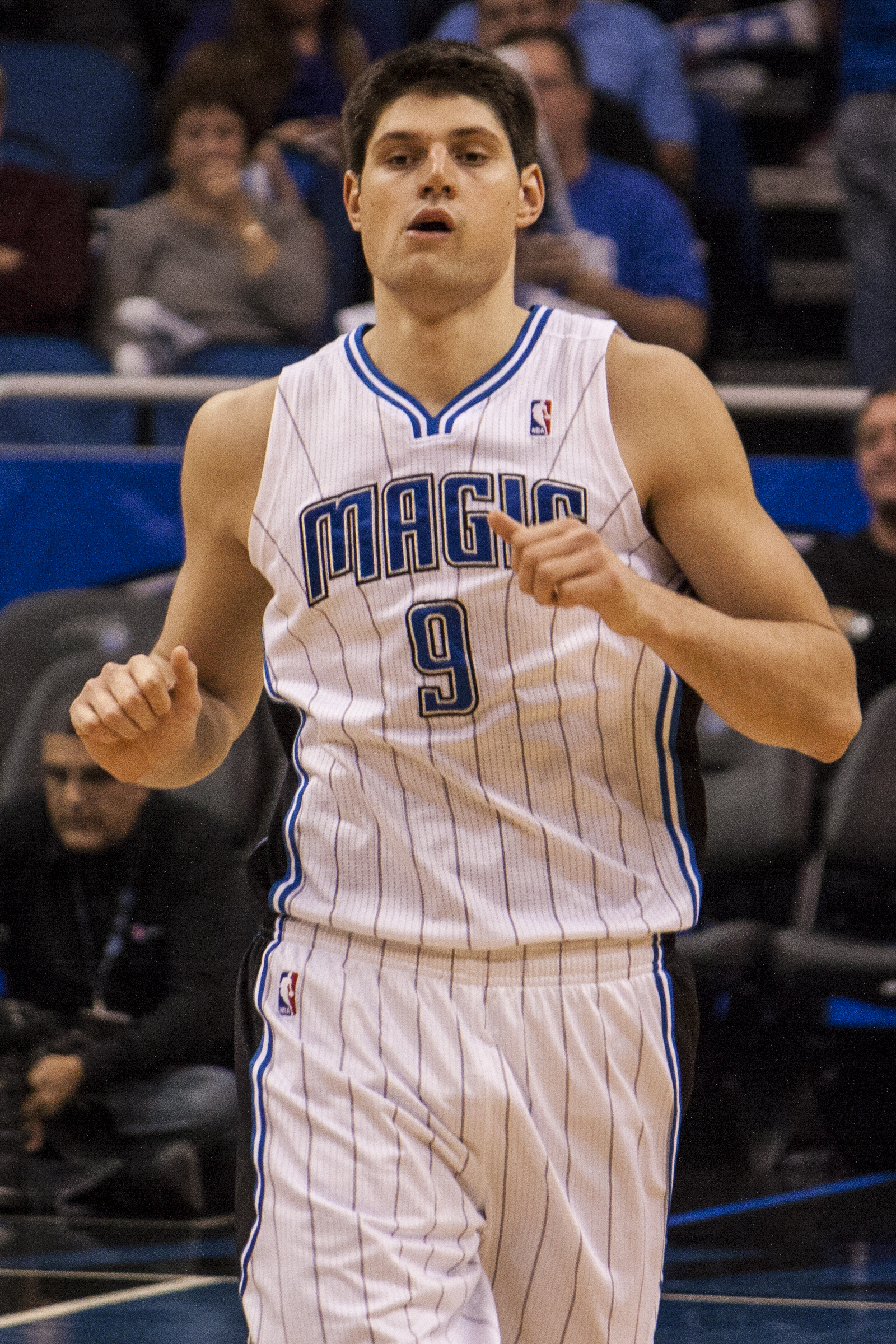
Nikola Vučević

- Joueurs non retenus : Ognjen Čarapić (en) (KK Mega Bemax), Jovan Kljajić (CB Gran Canaria)

### Nouvelle-Zélande
La sélection est composée de :
| Numéro | Joueur                   | Poste | Naissance         | Taille | Club 2018-2019       |
| ------ | ------------------------ | ----- | ----------------- | ------ | -------------------- |
| 0      | Tai Webster              | 2/1   | 29 mai 1995       | 1,93 m | Galatasaray SK       |
| 3      | Finn Delany (en)         | 3/4   | 12 août 1995      | 2,00 m | New Zealand Breakers |
| 5      | Shea Ili (en)            | 1     | 6 octobre 1992    | 1,83 m | New Zealand Breakers |
| 6      | Jarrod Kenny             | 1/2   | 17 septembre 1985 | 1,86 m | Cairns Taipans       |
| 9      | Corey Webster            | 1/2   | 29 novembre 1988  | 1,86 m | New Zealand Breakers |
| 10     | Thomas Abercrombie       | 3/4   | 5 juillet 1987    | 1,98 m | New Zealand Breakers |
| 14     | Robert Loe               | 5     | 5 août 1991       | 2,11 m | Cairns Taipans       |
| 16     | Tohiraukura Smith-Milner | 4     | 6 octobre 1995    | 1,98 m | Melbourne United     |
| 20     | Jordan Ngatai            | 2/3   | 7 mars 1993       | 1,95 m | New Zealand Breakers |
| 25     | Ethan Rusbatch (en)      | 2/3   | 24 mai 1992       | 1,96 m | Hawkes Bay Hawks     |
| 35     | Alex Pledger             | 5     | 27 mars 1987      | 2,15 m | Melbourne United     |
| 42     | Isaac Fotu               | 4/5   | 18 décembre 1993  | 2,03 m | ratiopharm Ulm       |

Sélectionneur :  Paul Henare
Assistants :  Pero Cameron,  Michael Fitchett

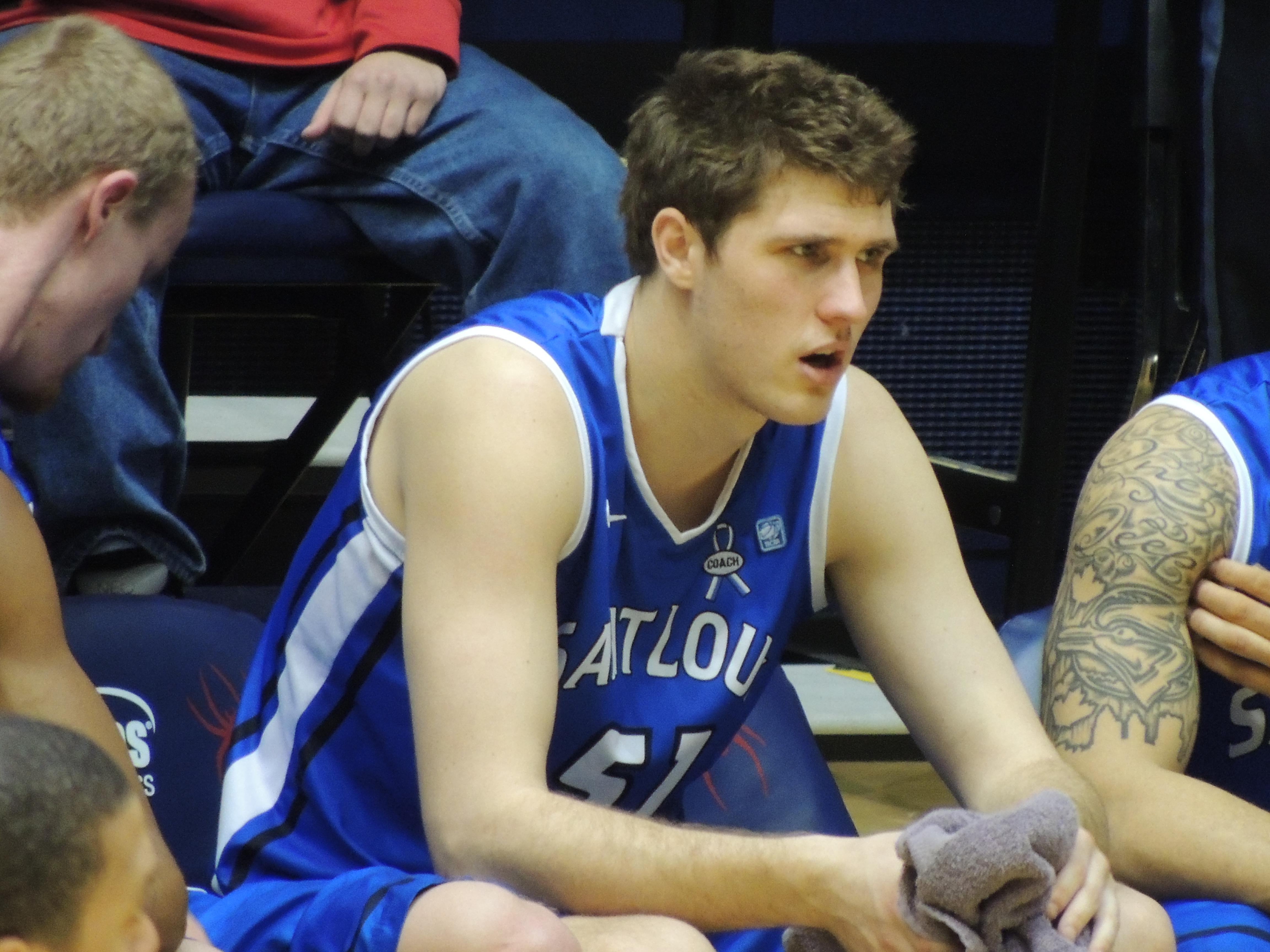
Robert Loe

- Joueurs non retenus : Yuat Alok (University of Central Florida), Taylor Britt (Canterbury Rams), Max Darling (Vrijednosnice Osijek), Dan Fotu (St Mary’s College of California), Tyrell Harrison (Nelson Giants/Brisbane Bullets), Taine Murray (Rosmini College), Kruz Perrott-Hunt (Nelson Giants), Reuben Te Rangi (Wellington Saints/Brisbane Bullets), Modèle:Sorname (University of Washington), Tom Vodanovich (New Zealand Breakers), Mika Vukona (Nelson Giants/Brisbane Bullets), Yanni Wetzell (Vanderbilt University)
- Joueur ayant refusé la sélection : Steven Adams (Thunder d'Oklahoma City)

## Groupe G

### Allemagne
La sélection est composée de :
| Numéro | Joueur             | Poste | Naissance         | Taille | Club 2018-2019          |
| ------ | ------------------ | ----- | ----------------- | ------ | ----------------------- |
| 4      | Maodo Lô           | 1     | 12 mars 1992      | 1,91 m | Bayern Munich           |
| 5      | Niels Giffey       | 2/3   | 8 juin 1991       | 1,91 m | ALBA Berlin             |
| 7      | Johannes Voigtmann | 5     | 30 septembre 1992 | 2,11 m | Saski Baskonia          |
| 8      | İsmet Akpınar      | 1     | 22 mai 1995       | 1,91 m | Ratiopharm Ulm          |
| 10     | Daniel Theis       | 4/5   | 4 avril 1992      | 2,06 m | Celtics de Boston       |
| 12     | Robin Benzing      | 3     | 25 janvier 1989   | 2,08 m | Beşiktaş JK             |
| 17     | Dennis Schröder    | 1     | 15 septembre 1993 | 1,85 m | Thunder d'Oklahoma City |
| 21     | Paul Zipser        | 3     | 18 février 1994   | 2,03 m | San Pablo Burgos        |
| 22     | Danilo Barthel     | 4/5   | 24 octobre 1991   | 2,08 m | Bayern Munich           |
| 24     | Maximilian Kleber  | 4     | 21 janvier 1992   | 2,11 m | Mavericks de Dallas     |
| 32     | Johannes Thiemann  | 4/5   | 9 février 1994    | 2,05 m | ALBA Berlin             |
| 42     | Andreas Obst       | 2/3   | 13 juillet 1996   | 1,91 m | Obradoiro CAB           |

Sélectionneur :  Henrik Rödl
Assistants :  Alan Ibrahimagic,  Fabian Villmeter,  Patrick Femerling

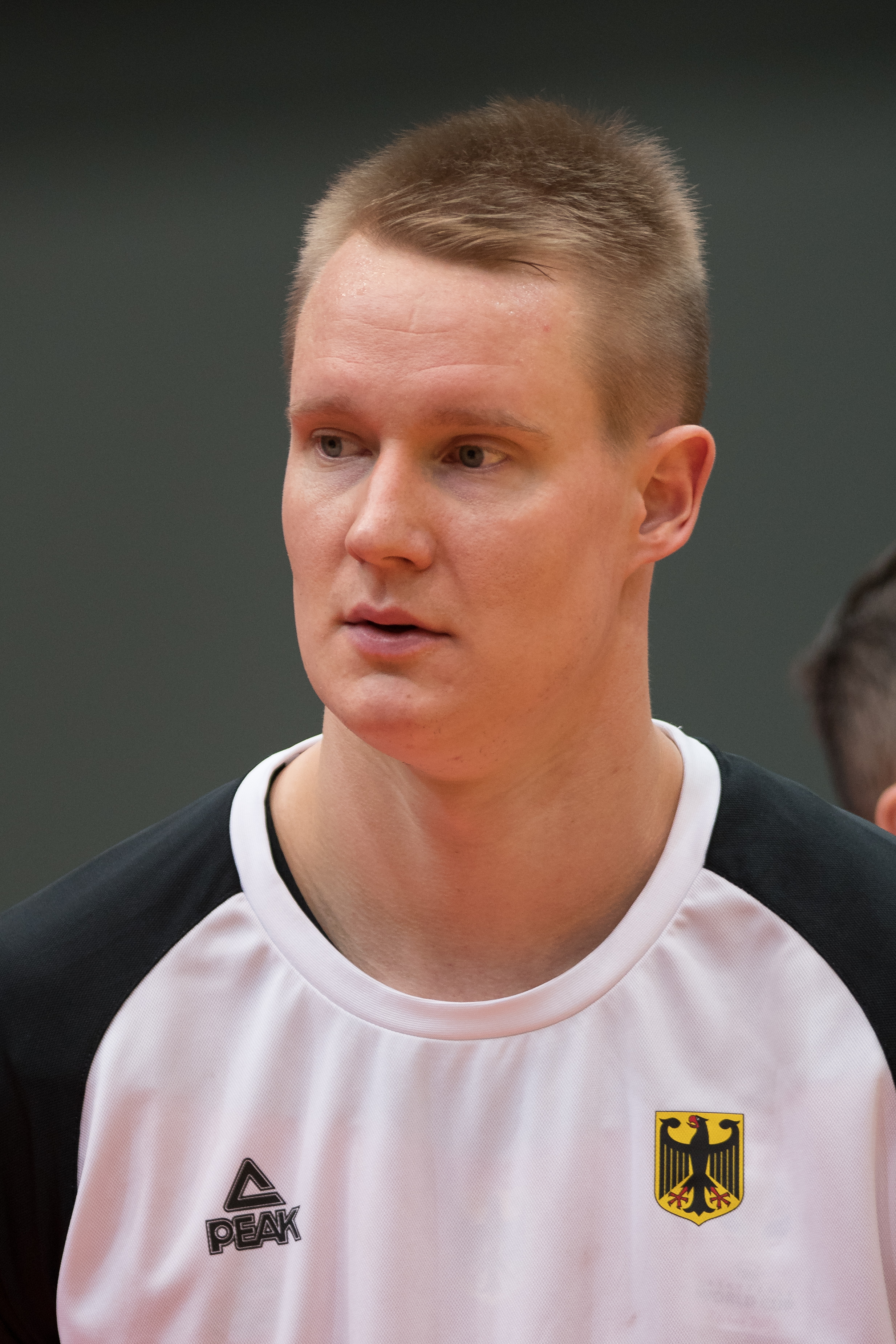
Robin Benzing

- Joueurs non retenus : Isaac Bonga (Lakers de Los Angeles), Karim Jallow (MHP Riesen Ludwigsburg), Joshiko Saibou (ALBA Berlin), Moritz Wagner (Lakers de Los Angeles)
- Joueur ayant refusé la sélection : Isaiah Hartenstein (Rockets de Houston)

### France
La sélection est composée de :
| Numéro | Joueur          | Poste | Naissance         | Taille | Club 2018-2019       |
| ------ | --------------- | ----- | ----------------- | ------ | -------------------- |
| 1      | Frank Ntilikina | 1     | 28 juillet 1998   | 1,98 m | Knicks de New York   |
| 2      | Amath M'Baye    | 4     | 14 décembre 1989  | 2,06 m | Virtus Bologne       |
| 5      | Nicolas Batum   | 3/2   | 14 décembre 1988  | 2,03 m | Hornets de Charlotte |
| 10     | Evan Fournier   | 2     | 29 octobre 1992   | 2,01 m | Magic d'Orlando      |
| 12     | Nando de Colo   | 2/1   | 23 juin 1987      | 1,95 m | CSKA Moscou          |
| 17     | Vincent Poirier | 5     | 17 octobre 1993   | 2,13 m | Saski Baskonia       |
| 21     | Andrew Albicy   | 1     | 21 mars 1990      | 1,78 m | Bàsquet Club Andorra |
| 25     | Louis Labeyrie  | 5     | 11 février 1992   | 2,09 m | Valence Basket Club  |
| 26     | Mathias Lessort | 4/5   | 29 septembre 1995 | 2,05 m | Unicaja Málaga       |
| 27     | Rudy Gobert     | 5     | 26 juin 1992      | 2,16 m | Jazz de l'Utah       |
| 33     | Axel Toupane    | 2/3   | 23 juillet 1992   | 1,98 m | Olympiakós           |
| 90     | Paul Lacombe    | 2/1   | 12 juin 1990      | 1,95 m | AS Monaco            |

Sélectionneur :  Vincent Collet
Assistants :  Pascal Donnadieu,  Laurent Foirest,  Ruddy Nelhomme

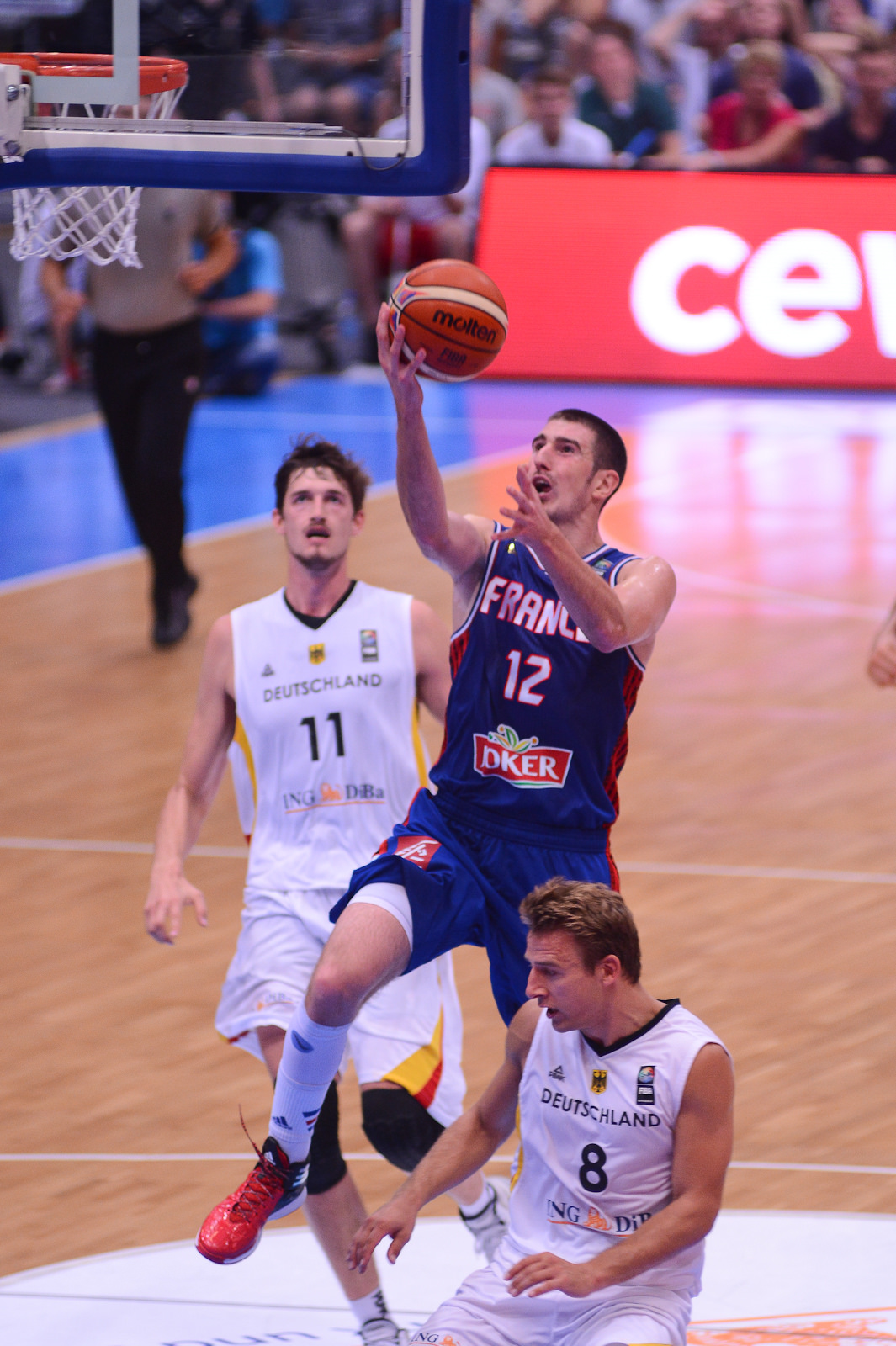
Nando de Colo

- Joueurs blessés : Antoine Diot (Valence Basket Club), Thomas Heurtel (FC Barcelone), Adrien Moerman (Anadolu Efes Spor Kulübü)
- Joueurs non retenus : Alexandre Chassang (Jeanne d'Arc Dijon Basket), Moustapha Fall (Lokomotiv Kouban-Krasnodar), Edwin Jackson (KK Budućnost Podgorica), Lahaou Konaté (Nanterre 92), Timothé Luwawu-Cabarrot (Bulls de Chicago), Théo Maledon (LDLC ASVEL), Élie Okobo (Suns de Phoenix), Yakuba Ouattara (AS Monaco), Léo Westermann (Žalgiris Kaunas), Guerschon Yabusele (Celtics de Boston)

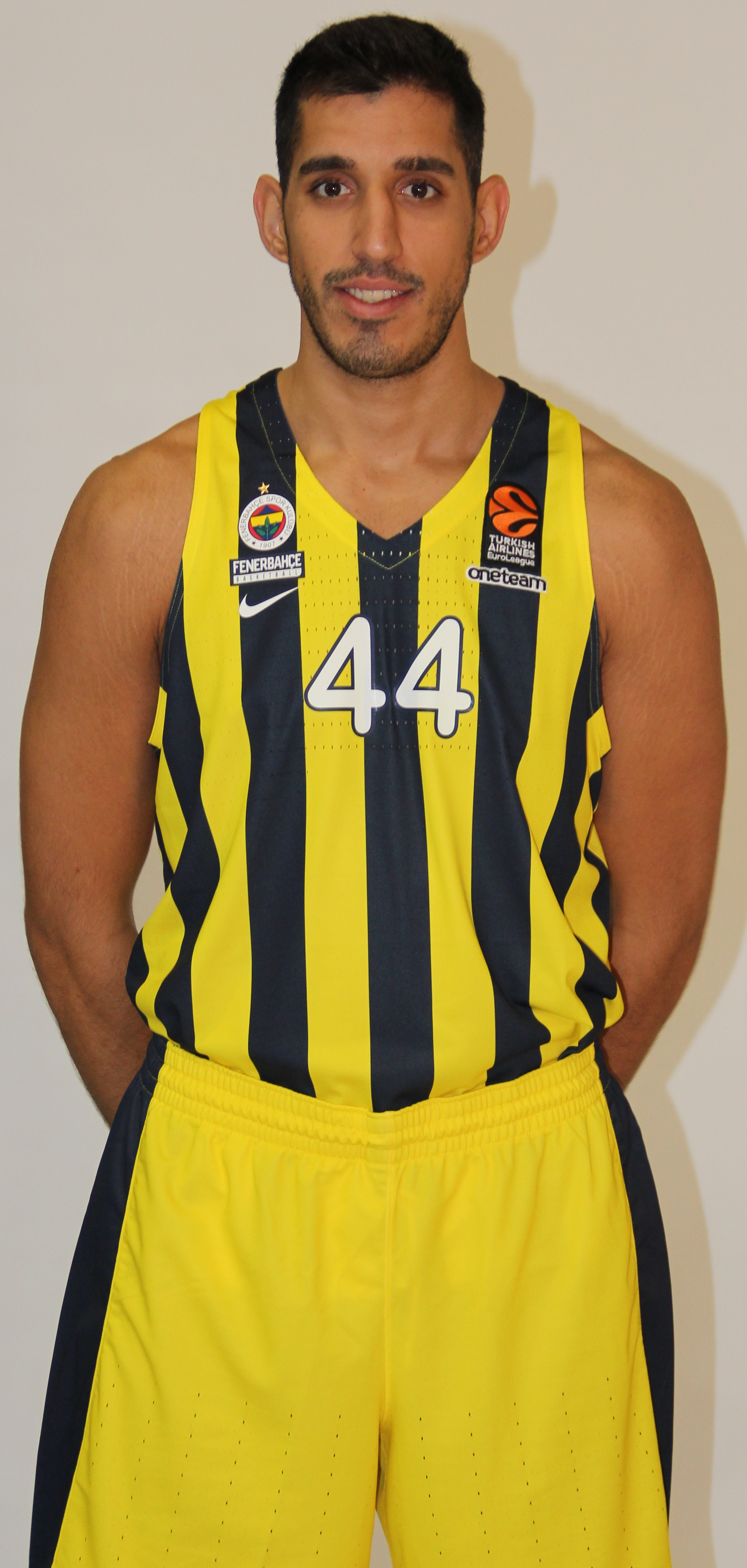
Ahmet Düverioğlu

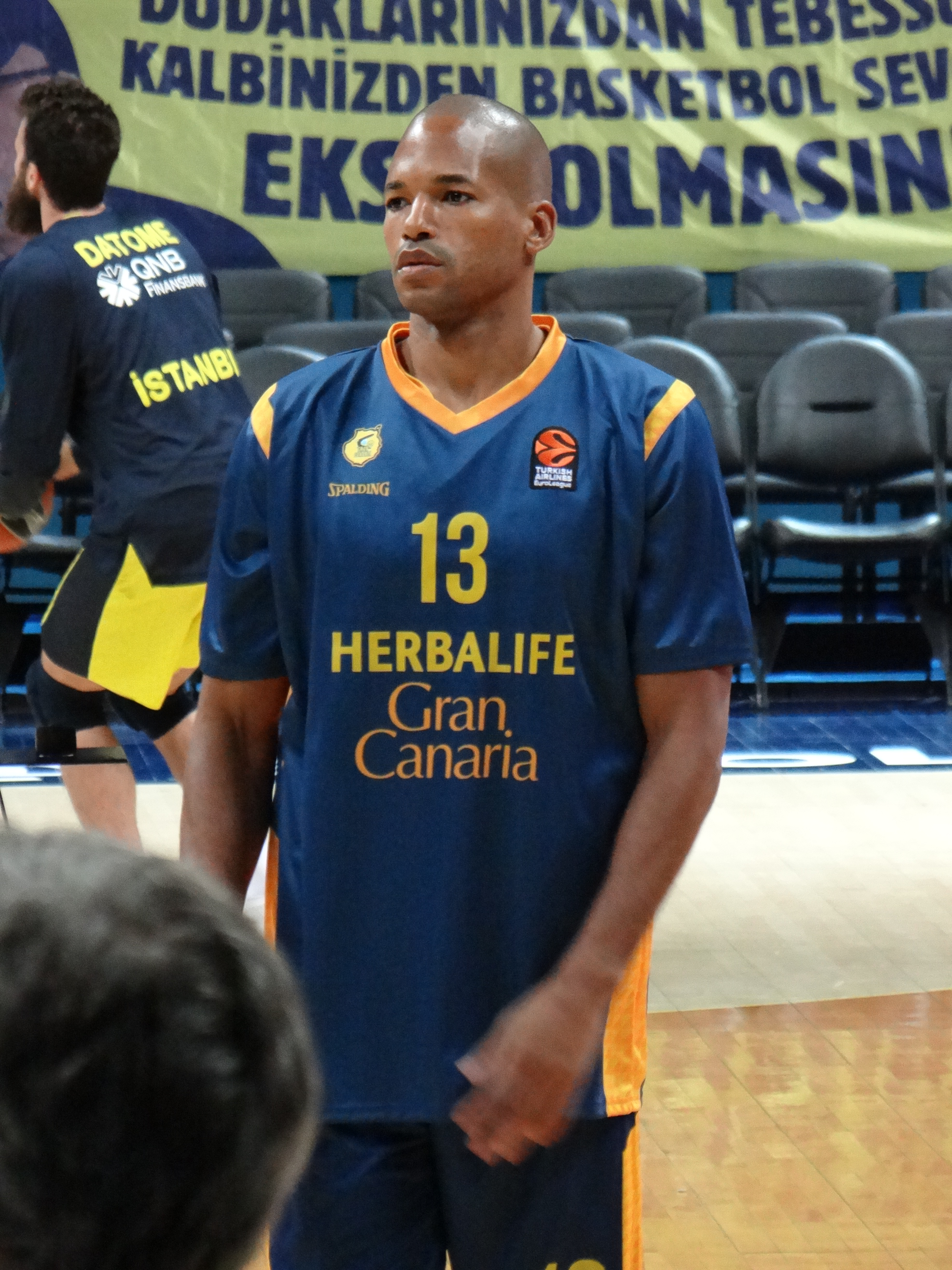
Eulis Báez

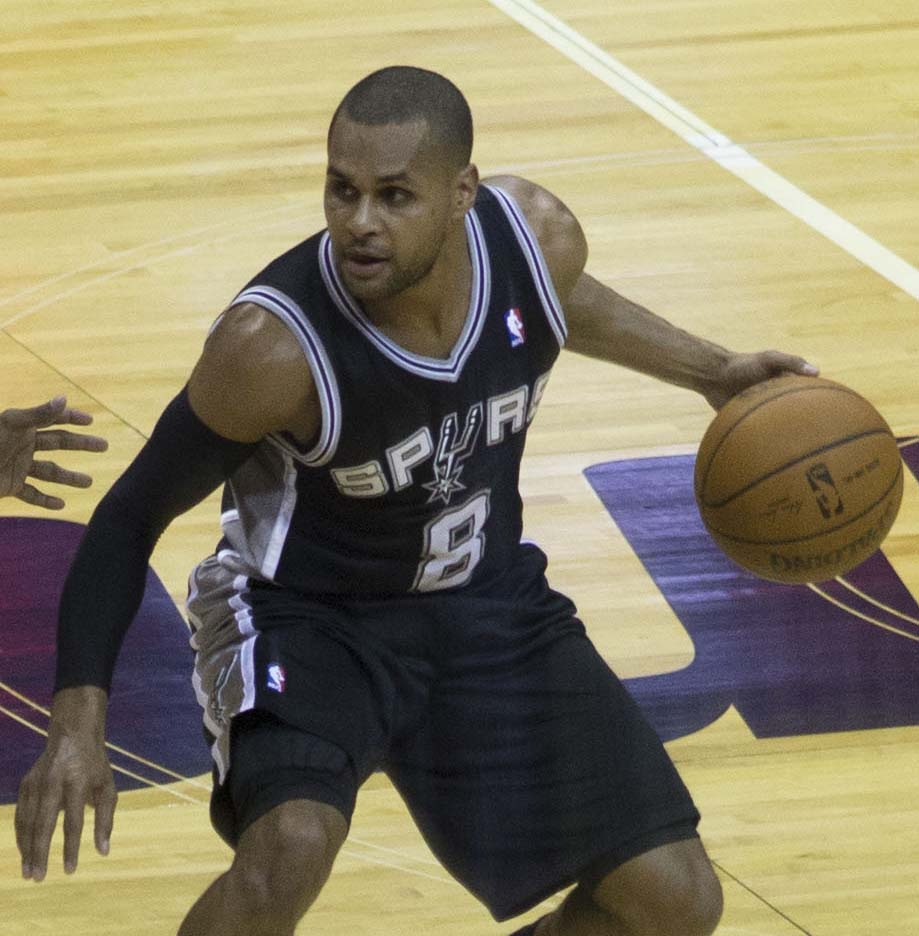
Patty Mills.

### Jordanie
La sélection est composée de :
| Numéro | Joueur               | Poste | Naissance        | Taille | Club 2018-2019                |
| ------ | -------------------- | ----- | ---------------- | ------ | ----------------------------- |
| 0      | Mahmoud Abdeen       | 1     | 23 décembre 1987 | 1,90 m | Al Jazeera Amman Basketball   |
| 1      | Amin Abu Hawwas      | 2     | 26 avril 1994    | 1,90 m | Orthodox Basketball Club (en) |
| 2      | Dar Tucker           | 3     | 11 avril 1988    | 1,93 m | San Lorenzo de Almagro (en)   |
| 2      | Jordan Al-Dasuqi     | 1     | 29 novembre 1994 | 1,80 m | Lakers de Lake Superior State |
| 5      | Freddy Ibrahim       | 2     | 26 janvier 1996  | 1,90 m | Tampa Spartans (en)           |
| 7      | Ahmad Al-Hamarsheh   | 3     | 10 octobre 1986  | 1,97 m | Al-Wehdat SC                  |
| 12     | Yousef Abuwazaneh    | 4     | 6 décembre 1993  | 2,01 m | Al Riyadi Amman (en)          |
| 13     | Mohammad Shaher (en) | 5     | 3 mars 1990      | 2,08 m | Al-Ahli Sports Club (Amman)   |
| 15     | Zaid Abbas           | 4     | 21 novembre 1983 | 2,03 m | Al-Ahli Club (Manama)         |
| 22     | Ahmed Obeid          | 1     | 24 août 1990     | 1,85 m | Orthodox Basketball Club (en) |
| 23     | Mousa Al-Awadi       | 3     | 20 juillet 1985  | 1,93 m | Kofer Yoba Irbid Basketball   |
| 44     | Ahmet Düverioğlu     | 5     | 4 mars 1993      | 2,13 m | Fenerbahçe SK                 |

Sélectionneur :  Joseph Anthony Stiebing
Assistants :  Zaid Al-Khas

### République dominicaine
La sélection est composée de :
| Numéro | Joueur             | Poste | Naissance        | Taille | Club 2018-2019            |
| ------ | ------------------ | ----- | ---------------- | ------ | ------------------------- |
| 1      | Peña Dagoberto     | 3     | 14 juin 1988     | 1,98 m | CB Breogán                |
| 2      | Rigoberto Mendoza  | 2     | 6 juillet 1992   | 1,91 m | Santeros de Aguada (en)   |
| 5      | Victor Liz         | 1     | 5 décembre 1986  | 1,83 m | Metros de Santiago (en)   |
| 7      | Sadiel Rojas       | 2     | 16 juillet 1989  | 1,93 m | UCAM Murcia               |
| 9      | Juan Miguel Suero  | 3     | 11 mai 1993      | 1,96 m | Mauricio Baez             |
| 11     | Eloy Vargas        | 5     | 30 décembre 1988 | 2,11 m | GECR Indalo               |
| 13     | Eulis Báez         | 4     | 18 mars 1982     | 1,98 m | CB Herbalife Gran Canaria |
| 14     | Ronald Ramón       | 1     | 14 janvier 1986  | 1,83 m | Mauricio Baez             |
| 24     | Gelvis Solano      | 1     | 1er juin 1994    | 1,85 m | Olimpico LB               |
| 33     | Ronald Roberts     | 5     | 5 août 1991      | 2,03 m | Science City Jena         |
| 41     | Juan Garcia        | 4     | 22 avril 1989    | 2,01 m | AB Castelló (en)          |
| 44     | Luis David Montero | 3     | 6 avril 1993     | 2,01 m | Capitanes de Mexico       |

Sélectionneur :  Melvyn Lopez
Assistants :  David Diaz,  Daniel Seoane

## Groupe H

### Australie
La sélection est composée de :
| Numéro | Joueur               | Poste | Naissance        | Taille | Club 2018-2019            |
| ------ | -------------------- | ----- | ---------------- | ------ | ------------------------- |
| 2      | Nathan Sobey         | 1     | 14 juillet 1990  | 1,88 m | Brisbane Bullets          |
| 3      | Cameron Gliddon (en) | 2     | 16 août 1989     | 1,97 m | Canterbury Rams           |
| 4      | Chris Goulding       | 2/1   | 24 octobre 1988  | 1,92 m | Melbourne United          |
| 5      | Patty Mills          | 1     | 11 août 1988     | 1,83 m | Spurs de San Antonio      |
| 6      | Andrew Bogut         | 5     | 28 novembre 1984 | 2,13 m | Warriors de Golden State  |
| 7      | Joe Ingles           | 2/3   | 2 octobre 1987   | 2,03 m | Jazz de l'Utah            |
| 8      | Matthew Dellavedova  | 1     | 8 septembre 1990 | 1,93 m | Cavaliers de Cleveland    |
| 11     | Nick Kay             | 4/5   | 3 août 1992      | 2,06 m | Perth Wildcats            |
| 12     | Aron Baynes          | 5     | 9 décembre 1986  | 2,08 m | Celtics de Boston         |
| 20     | David Barlow         | 3/4   | 22 octobre 1983  | 2,03 m | Melbourne United          |
| 34     | Jok Landale (en)     | 5     | 25 octobre 1995  | 2,11 m | KK Partizan Belgrade      |
| 55     | Mitch Creek          | 2/3   | 27 avril 1992    | 1,96 m | Timberwolves du Minnesota |

Sélectionneur :  Andrej Lemanis
Assistants :  Luc Longley,  Adam Caporn (en),  Will Weaver,  David Patrick (en)
- Joueurs blessés : Xavier Cooks (S.Oliver Würzbourg), Dante Exum (Jazz de l'Utah)
- Joueurs non retenus : Deng Adel (Cavaliers de Cleveland), Todd Blanchfield (en) (Illawarra Hawks), Mitch McCarron (en) (Melbourne United), Brock Motum (Anadolu Efes)
- Joueurs ayant refusé la sélection : Jonah Bolden (76ers de Philadelphie), Ryan Broekhoff (Mavericks de Dallas), Thon Maker (Pistons de Détroit), Ben Simmons (76ers de Philadelphie)

### Canada
La sélection est composée de :
| Numéro | Joueur            | Poste | Naissance         | Taille | Club 2018-2019           |
| ------ | ----------------- | ----- | ----------------- | ------ | ------------------------ |
| 1      | Kevin Pangos      | 1     | 26 janvier 1993   | 1,88 m | FC Barcelone             |
| 3      | Melvin Ejim       | 3     | 4 mars 1991       | 1,98 m | UNICS Kazan              |
| 4      | Brady Heslip      | 2     | 19 juin 1990      | 1,88 m | Francfort Skyliners      |
| 6      | Cory Joseph       | 1     | 20 août 1991      | 1,93 m | Pacers de l'Indiana      |
| 10     | Kaza Kajami-Keane | 2     | 27 janvier 1994   | 1,88 m | Landstede Hammers (en)   |
| 11     | Andrew Nembhard   | 1     | 16 janvier 2000   | 1,96 m | Gators de la Floride     |
| 13     | Conor Morgan      | 4     | 3 août 1994       | 2,06 m | Joventut Badalona        |
| 17     | Owen Klassen (en) | 5     | 31 octobre 1991   | 2,08 m | MHP Riesen Ludwigsbourg  |
| 21     | Thomas Scrubb     | 3     | 26 septembre 1991 | 1,98 m | Pallacanestro Varèse     |
| 23     | Phil Scrubb (en)  | 2     | 27 novembre 1992  | 1,93 m | Zénith Saint-Pétersbourg |
| 24     | Khem Birch        | 5     | 28 septembre 1992 | 2,06 m | Magic d'Orlando          |
| 33     | Kyle Wiltjer      | 4/5   | 20 octobre 1992   | 2,08 m | Unicaja Málaga           |

Sélectionneur :  Nick Nurse
Assistants :  Gordon Herbert

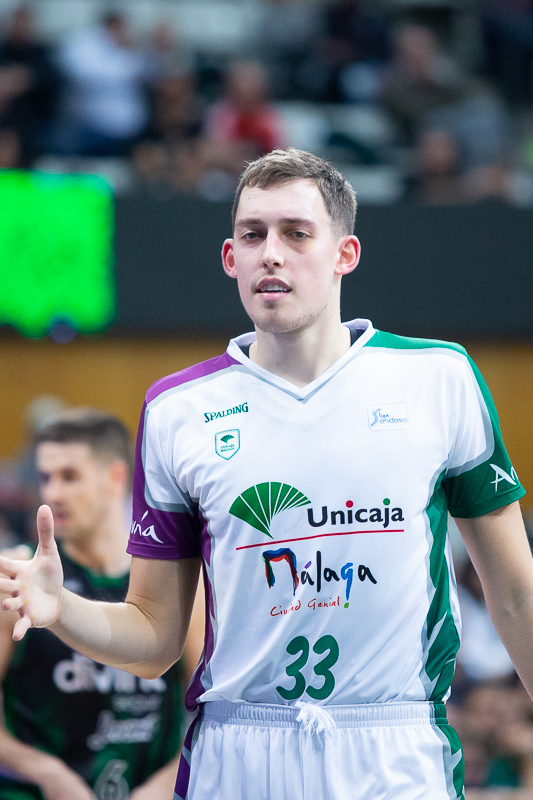
Kyle Wiltjer.

- Joueurs non retenus : Aaron Best (MHP Riesen Ludwigsbourg), Oshae Brissett (Orange de Syracuse), Aaron Doornekamp (Valencia Basket Club), Duane Notice (Raptors 905), Eugene Omoruyi (Ducks de l'Oregon, Addison Patterson (Bella Vista Prep), Andy Rautins (Bahçeşehir Koleji (en))
- Joueurs ayant refusé la sélection : Nickeil Alexander-Walker (Hokies de Virginia Tech), R. J. Barrett (Blue Devils de Duke), Chris Boucher (Raptors de Toronto), Dillon Brooks (Grizzlies de Memphis), Brandon Clarke (Bulldogs de Gonzaga), Luguentz Dort (Sun Devils d'Arizona State), Shai Gilgeous-Alexander (Clippers de Los Angeles), Mfiondu Kabengele (Seminoles de Florida State), Trey Lyles (Nuggets de Denver), Naz Mitrou-Long (Jazz de l'Utah), Jamal Murray (Nuggets de Denver), Kelly Olynyk (Heat de Miami), Dwight Powell (Mavericks de Dallas), Marial Shayok (Cyclones d'Iowa State), Nik Stauskas (Cavaliers de Cleveland), Tristan Thompson (Cavaliers de Cleveland)

### Lituanie
La sélection est composée de :
| Numéro | Joueur               | Poste | Naissance        | Taille | Club 2018-2019          |
| ------ | -------------------- | ----- | ---------------- | ------ | ----------------------- |
| 5      | Mantas Kalnietis     | 1     | 6 septembre 1986 | 1,96 m | ASVEL Lyon-Villeurbanne |
| 8      | Jonas Mačiulis       | 3     | 10 février 1985  | 2,01 m | AEK Athènes             |
| 10     | Renaldas Seibutis    | 2     | 23 juillet 1985  | 1,96 m | Klaipėdos Neptūnas      |
| 11     | Domantas Sabonis     | 4/5   | 3 mai 1996       | 2,11 m | Pacers de l'Indiana     |
| 13     | Paulius Jankūnas     | 4     | 29 avril 1984    | 2,05 m | Žalgiris Kaunas         |
| 17     | Jonas Valančiūnas    | 5     | 6 mai 1992       | 2,13 m | Grizzlies de Memphis    |
| 19     | Mindaugas Kuzminskas | 3     | 19 octobre 1989  | 2,06 m | Olimpia Milan           |
| 31     | Rokas Giedraitis     | 2/3   | 16 août 1992     | 2,00 m | ALBA Berlin             |
| 40     | Marius Grigonis      | 2/3   | 26 avril 1994    | 1,98 m | Žalgiris Kaunas         |
| 43     | Lukas Lekavičius     | 1     | 30 mars 1994     | 1,81 m | Panathinaïkos           |
| 51     | Arnas Butkevičius    | 3     | 22 octobre 1992  | 1,97 m | Rytas Vilnius           |
| 92     | Edgaras Ulanovas     | 3     | 7 janvier 1992   | 1,98 m | Žalgiris Kaunas         |

Sélectionneur :  Dainius Adomaitis
Assistants :  Ramūnas Šiškauskas,  Benas Matkevičius

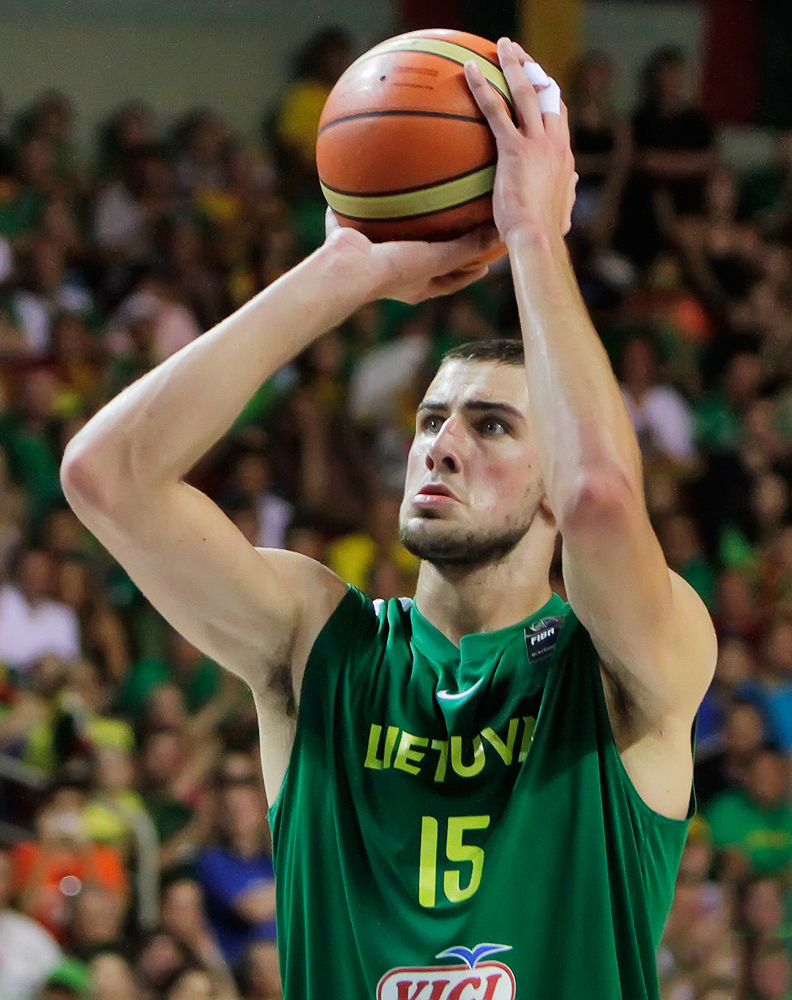
Jonas Valančiūnas.

- Joueurs non retenus : Eimantas Bendžius (Rytas Vilnius), Martynas Echodas (Rytas Vilnius), Martinas Geben (Juventus Utena), Žygimantas Janavičius (BC SkyCop Prienai), Adas Juškevičius (Nanterre 92), Gytis Masiulis (en) (Neptūnas Klaipėda)

### Sénégal
La sélection est composée de :
| Numéro | Joueur             | Poste | Naissance         | Taille | Club 2018-2019                     |
| ------ | ------------------ | ----- | ----------------- | ------ | ---------------------------------- |
| 1      | Maurice Ndour      | 3     | 18 juin 1992      | 2,06 m | UNICS Kazan                        |
| 2      | Djibril Thiam      | 4     | 6 juillet 1986    | 2,06 m | SO Pont-de-Chéruy CC               |
| 5      | Xane d'Almeida     | 1     | 21 janvier 1983   | 1,83 m | Étoile de Charleville-Mézières     |
| 7      | Pape Diop          | 4     | 1er janvier 1996  | 2,07 m | BC Tallinna Kalev                  |
| 10     | Lamine Sambe       | 1     | 15 décembre 1989  | 1,96 m | Rueil Athletic Club                |
| 11     | Mouhammad Faye     | 4     | 14 septembre 1985 | 2,08 m | Étoile rouge de Belgrade           |
| 13     | Hamady N'Diaye     | 5     | 12 janvier 1987   | 2,13 m | Sidigas Avellino                   |
| 15     | Youssou Ndoye      | 5     | 15 juillet 1991   | 2,13 m | Jeunesse laïque de Bourg-en-Bresse |
| 25     | Momar Ndoye        | 2     | 13 juillet 1995   | 2,01 m | Les enfants du Forez               |
| 28     | Ibrahima Fall Faye | 3     | 10 janvier 1997   | 2,06 m | Leuven Bears                       |
| 31     | Boubacar Touré     | 2     | 14 novembre 1985  | 2,05 m | Fribourg Olympic                   |
| 35     | Makhtar Gueye      | 5     | 7 janvier 1997    | 2,08 m | Blazers de l'UAB                   |

Sélectionneur :  Moustapha Gaye
Assistants :  Dame Diouf
- Joueurs non retenus : Louis Adams (en) (Champagne Châlons Reims Basket), Mamadou Diop (Dakar Université Club), Birahim Gaye (Association sportive des Douanes), Clevin Hannah (CB Gran Canaria), Cheikh Mbodj (Polski Cukier Toruń (en)), Antoine Mendy (Lille Métropole Basket Clubs), Alkaly Ndour (Association sportive des Douanes), Thierno Niang (Association sportive des Douanes)
- Joueurs ayant refusé la sélection : Moise Diamé (Saint-Vallier Basket Drôme), Gorgui Dieng (Timberwolves du Minnesota), Tacko Fall (Knights d'UCF), Youssoupha Fall (SIG Strasbourg), Amar Sylla (Real Madrid B)